# 忍風戦隊ハリケンジャー
『忍風戦隊ハリケンジャー』（にんぷうせんたいハリケンジャー）は、2002年2月17日から2003年2月9日まで、テレビ朝日系列で毎週日曜7時30分から8時（JST）に全51話が放送された東映制作の特撮テレビドラマ、および作中で主人公たちが変身するヒーローの名称。
キャッチコピーは「人も知らず 世も知らず 影となりて悪を討つ！」。

## 概要
忍者をモチーフとする本作品では、前作までとは異なりメンバー構成が3人となっている。プロデューサーの日笠淳や脚本家の宮下隼一によれば、従来のような5人戦隊ではなく3人戦隊にすることで、キャラクター1人1人の描写に重点を置くことが狙いと語っている。
本作品の大きな特徴として、装備も組織も互いに独立した複数の戦隊チームが並立し、途中から共闘するという設定が挙げられる。共闘する者たちはあくまでも別チームであり、ハリケンジャー自体は最後まで3人である。これは、過去作と同じモチーフを用いていても発明を加えることで新しいヒーロー像を描けるようになるだろうという発想から、過去に同じ忍者をモチーフとした戦隊である『忍者戦隊カクレンジャー』にはなかった「流派」という要素を取り入れたものである。流派の対立のほかにも、科学と忍術、宇宙と地球、親と子、敵組織内の対立など、物語全体に様々な対立要素を盛り込んでいるが、主人公たちの成長物語を中心とすることで殺伐とした雰囲気にはせず、物語に緩急や活気を与える要素としている。
また、1話限りの悪役キャラにも愛着を持てるようにというサブプロデューサー塚田英明の意向により、テレビ朝日公式サイトに「怪人プロフィール」が設けられたほか、EDの前にも毎回「宇宙忍者ファイル」という、その回の怪人をナレーターが紹介するミニコーナーが設置されており、同様のミニコーナーは形を変えつつも『炎神戦隊ゴーオンジャー』まで踏襲された。
演出面ではマスクが開いて顔が見えるという設定から、普段から主役の3人は高頻度でスーツを着用していたことも特徴として挙げられる。この他、スーパー戦隊シリーズとしては初めて巻之三十五よりアバンタイトルが挿入され、また同様に最終巻では通常のフォーマットによるオープニングが流れない形となった。さらに番組終了時の提供バックでは次回エピソードの映像を流すようになり、以降の作品においてもこのフォーマットは踏襲されている。
作中に登場するロボットはガシャポンをコンセプトとしており、メダルを入れてレバーをひねると武器の入ったカプセル「カラクリボール」が出てくるという発想を基本とされている。バンダイの玩具開発担当は同社内のベンダー事業部との連動も意識しており、武器の中には「ピタットヒトデ」のようにベンダー供給専用として考案されたものもある。カラクリボールは前年の『ガオレンジャー』のパワーアニマルや『仮面ライダー龍騎』のアドベントカードのような成功を収められなかったが、その原因のひとつはカードほど取り回しのよくない成型品であるため、雑誌への付録などが困難であったことが挙げられる。
メカニック描写は前作『ガオレンジャー』で培われたコンピュータグラフィクスを多用する一方で、ミニチュア特撮にも注力している。
2013年には、番組終了から10周年を記念して、Vシネマによる続編『忍風戦隊ハリケンジャー 10 YEARS AFTER』が制作された。

### 備考
従来のシリーズ作品のコピーライト表記は、制作会社である東映と、制作局のテレビ朝日のみ表記されていたが、本作品より広告代理店である東映エージエンシーもそれに加わる形となった。
長年スポンサーの一社としてソーセージなどを生産、販売していた雪印食品が牛肉偽装事件で解散したことにより、本作品以降はプリマハムが受け継いでいた。
2002年度の日本オタク大賞で『『忍風戦隊ハリケンジャー』のウェンディーヌ』が鶴岡法斎賞を受賞している。

## あらすじ
約500年前の戦国時代からの伝統を持ち、各界にOB・OGを大量に送り込んでいる忍者の一流派である疾風流（）。ライバルである迅雷流（）との対抗戦を控えたある朝、流派の拠点である養成学校忍風館は宇宙忍群ジャカンジャを名乗る集団の襲撃を受け、学生も校舎も謎の忍法で消されてしまう。館長の日向無限斎は強敵に善戦するが、形勢不利となりハムスターに変身して脱出。娘で各種アイテム開発のプロであるからくり博士の日向おぼろの下に逃れた。
全滅してしまったかと思われた学生たちだったが、朝礼をサボっていた椎名鷹介・野乃七海・尾藤吼太の落ちこぼれ3人組が無事だった。忍風館での3人の大先輩であるおぼろは、ハムスターから戻る呪文を失念し行動に制約が生じてしまった無限斎の意を受けて、彼ら3人に強化スーツを与え、200年間後継者が途絶えている疾風流の奥義を極めた伝説の称号忍風戦隊ハリケンジャーとして、ジャカンジャと戦うことを命じた。
だが、生き残ったのは疾風流の3人だけではなかった。迅雷流忍者でありながら、アウトサイダー的立場に置かれていた霞一甲・一鍬の兄弟もまた、ジャカンジャの襲撃から逃れていたのだ。共闘を呼びかける鷹介たちだが、霞兄弟はそれを拒む。亡き父・一鬼が探求し、ジャカンジャも狙っているという「アレ」を追うために。
それぞれの流派の思惑が絡み合う中、地球の忍者と宇宙の忍者たちによる壮絶な戦いの火蓋は切られた。

## 登場人物

### 地球忍者
忍風戦隊ハリケンジャー、電光石火ゴウライジャー、天空忍者シュリケンジャーの総称。

#### 忍風戦隊ハリケンジャー
本作品の主人公たち。忍風館第507期生である疾風流の忍者。
登場名乗りは、「人も知らず、」「世も知らず、」「影となりて悪を討つ」「忍風戦隊ハリケンジャー！」「あ、参〜上〜!」。敵を倒した際の決めゼリフは、「せい、バイバイ!」である。
3人の苗字の頭文字を並べると「しのび」となる。
椎名 鷹介（）
忍風館空忍科の第507期生で、19歳。ふたご座のB型。日向無限斎によって直々に忍風館へスカウトされる。ハリケンジャーとしての自覚は三人の中で最も強く、伝説の後継者として世を忍ぶ仮の姿の時でもハリケンジャイロを常に装着している。色々なところで「伝説の後継者」という言葉を使っている。運動神経とスタミナに優れており、潜在能力は抜群なのだが、本人はその能力を自覚しておらず、一応リーダーのわりには、恐れを知らない直情型。吼太と張り合ったこともあった。好物はラーメン。
ジャカンジャによる忍風館消滅後は、人材派遣会社99スタッフサービスに登録して各所で働きながら戦う。
『忍風戦隊ハリケンジャー 10 YEARS AFTER』では、「椎名鷹介なんでも屋本舗」を設立し、世界中の紛争地域のボランティア活動を行い世界中を旅していた。
- 演じる塩谷瞬によると、オーディション台本では大人びたキャラクターとして描かれていたが、その後に起用されたメンバーの人物像を反映して1年間を通して成長する落ちこぼれキャラへと改められていた。メインライターの宮下隼一は、映画『忍風戦隊ハリケンジャー シュシュッと THE MOVIE』のころより鷹介を塩谷の当て書きするようになり、リーダーとして成長する姿が描かれていた。

ハリケンレッド
椎名鷹介が変身する戦士。タカの能力を有する。名乗り口上は「風が鳴き、空が怒る。空忍ハリケンレッド」
空忍の超忍法で空中を飛び、剣も得意としている。

野乃 七海（）
忍風館水忍科の第507期生で、18歳。勝気でプライドが高い紅一点。明るくほがらかな性格のムードメーカーで、対照的な性格である鷹介と吼太の間を取り持つことが多い。やる気はあり何事にも全力で頑張るが、鷹介同様に考えなしで行動しがちなのでヘマを連発している。料理の腕前もそれなりにある。
忍風館消滅後、ひょんなことから芸能界にスカウトされ、演歌歌手野乃ナナとして営業しながらジャカンジャと戦うこととなる。本人は「演歌のアイドル＝エンドル」と自称していた。戦いが終わった後は演歌歌手からアイドル歌手に転向している。
『轟轟戦隊ボウケンジャーVSスーパー戦隊』では著名なスターとして活躍している。また同作品と『海賊戦隊ゴーカイジャー』客演時は髪型をロングヘアに変えている。
『忍風戦隊ハリケンジャー 10 YEARS AFTER』では、『海賊戦隊ゴーカイジャー』と同じく女優として活躍し、ハリウッドデビューを目指している。また同作品では本作品同様のショートヘアに戻している。
『ヒーローママ☆リーグ』では、女優の傍ら、結婚して一児の母親になっている。子供の保育園がいっしょだったことが縁で礼紋茉莉花（旧姓）/デカイエロー、小津芳香（旧姓）/マジピンクとママ友になっている。
ハリケンブルー
野乃七海が変身する戦士。イルカの能力を有する。名乗り口上は「水が舞い、波が踊る。水忍ハリケンブルー」。
海辺や川での戦いを得意とする水忍で、超忍法では水柱を操って空中高く舞い上がる、地面を一瞬にして水に変える、腕の先から激しい水流を噴射する技など水を操る超忍法を用いる。反射神経に優れており、身動きも素早い。抜群の射撃の腕を持ちハヤテ丸ガン（射）モードを多用、水上を自由に駆けながら、射撃に繋げるのが得意の攻撃パターン。
くノ一ということもあり彼女の水忍用スーツは空忍や陸忍用スーツと違い、下半身がズボンではなくミニスカートとなっていて、脚も帷子状となっている。

尾藤 吼太（）
忍風館陸忍（）科の第507期生で、20歳の元訪問介護士。両親を事故で亡くして妹の鳴子と共に養護施設で育つ。
肉体派である半面、一番年上ということもあり、冷静沈着に他の2人の猪突猛進振りを慎重にことを進める抑え役で、温和で心優しい理論派。また、仲間と他者への気遣いを大切にする。無限斎から一時的にリーダーに任命されたことがある。巻之六と巻之二十九では鷹介と対立するが、互いを刺激したことで良いコンビぶりを見せた。無限斎の物まねが得意。忍風館消滅後、訪問介護士の仕事を再開しながらジャカンジャと戦う。3人の中では家族に関するエピソードが最も多い。
『忍風戦隊ハリケンジャー 10 YEARS AFTER』では、結婚して、二児の父になっている。引き続き訪問介護士を務めている。
ハリケンイエロー
尾藤吼太が変身する戦士。獅子の能力を有する。名乗り口上は「大地が震え、花が詠う。陸忍ハリケンイエロー」。
陸忍の超忍法で分身をしたり、大地を使った超忍法とパワー攻撃も得意としている。

#### 電光石火ゴウライジャー
巻之七から登場。
当初は強大すぎるその力を恐れた迅雷流によって約500年前に封印されていたが、迅雷義塾始まって以来の天才忍者にして跳ね返り者と言われた霞兄弟がその力に魅入られて封印を解いたことで変身し、ゴウライジャー自体も「闇に生まれ、闇に生きる、迅雷流伝説の覇者にして、暗黒の忍」と伝承される存在である。その戦闘力はハリケンジャーを遥かに上回り、初登場時にはハリケンジャーを完膚なきまでに叩きのめして圧勝している。当初は迅雷流を宇宙一の流派にするという野望のためのアレを手にするためにジャカンジャと手を組み、疾風流を襲うが、利用されていたこととアレを手に入れるためには兄弟が争わなければならないことに気づき離反して改心。ハリケンジャーと手を組む。サンダールとの戦いで消息不明になるが、最終巻で復活した。
名乗りの際の決め口上は「影に向かいて影を斬り、光に向かいて光を斬る。電光石火ゴウライジャー、見参!」。
- 一時は暗黒七本槍のメンバーであると思われていた時期もあったため、他の七本槍と同格の悪の幹部扱いでオープニング映像に登場していたこともある。宮下は自身の趣向から、仲間になる予定であっても対立させるならば徹底的に行うことを意図したという[23]。

霞 一甲（）
霞兄弟の兄。24歳。迅雷義塾角忍科の503期生。臙脂色の忍者に変身する。弟の一鍬からは「兄者」と呼ばれている。鍛え抜かれた精神と体を持ち、自分に厳しい自信家で、天才ゆえの寡黙で傲岸不遜ではあるが、弟や仲間には次第に優しさも見せるようになる。普段は土木作業場や造園業でアルバイトをしており、たまたま派遣でやってきた鷹介と一緒に働いたこともある。ジャカンジャ加入の際の経緯から、マンマルバとの間には浅からぬ因縁があり、中盤ではその対立が物語の軸の一つとなる。
『爆竜戦隊アバレンジャーVSハリケンジャー』では、それまでの黒髪を茶髪に変えて登場。また、奪われたカラクリ巨人が爆竜たちに怪我を負わせてしまったことをアスカに詫びると、アスカからは謝ったりしない人物と思われていたために驚かれる。
『忍風戦隊ハリケンジャー 10 YEARS AFTER』では、JUN烈のメンバーとして活動している。
カブトライジャー
霞一甲が変身する戦士。カブトムシの能力を有する角忍である。名乗り口上は「深紅の稲妻 角忍カブトライジャー」。
雷を使用する超忍法で戦い、角忍の超忍法で巨大化したり、パワーにも秀でる。

霞 一鍬（）
霞兄弟の弟。21歳。迅雷義塾牙忍科の505期生。紺色の忍者に変身する。クールな技巧派で、迅雷流に誇りを持つが、ストイックで気性が激しいところもある。忍者としての能力は一甲に匹敵するが、精神的には未熟である。普段は兄と一緒に土木作業場で働いたり、子供たちに剣道を教えたりもしている。チューピッドの矢に当たったことがきっかけで七海に片想いするというエピソードで恋愛に疎いところを見せる。バナナが大好物。
『爆竜戦隊アバレンジャーVSハリケンジャー』では、すっかり性格が軽くなり、交際中であり同じ任務についている七海を任務中にデートに誘う一幕も見られる。
『忍風戦隊ハリケンジャー 10 YEARS AFTER』では、ホストとして活動。やさぐれており、一甲に嫌味も言っていたが、バット・ゼ・ルンバとの戦いにおいて、かつての情熱を取り戻す。
クワガライジャー
霞一鍬が変身する戦士。クワガタムシの能力を有する牙忍である。名乗り口上は「蒼天の霹靂 牙忍クワガライジャー」。
雷を使用する超忍法で戦い、牙忍の超忍法で空を飛んだり、スピードにも秀でる。

#### 天空忍者シュリケンジャー
巻之二十一から登場。スーツカラーはグリーン。「御前様」直属の疾風流・迅雷流両流派の奥義を極めた流派宇宙統一忍者流の天空忍者で、その変身前の素顔は不明である。英語交じりの変な口調でしゃべる。その実力はハリケンジャー、ゴウライジャーを凌ぐ。また、ここ一番ではシュリケンズアーマーを取り去ってマスクの上部を回転（大逆転・フェイスチェンジ）し、全能力の制限を解放させることでファイヤーモードというパワーアップモードとなり、野球をベースにした攻撃スタイルで戦う。その際、口調も江戸っ子風に変化する。名乗り口上は「アイ・アム・ニンジャ・オブ・ニンジャ。緑の光弾 天空忍者シュリケンジャー」。
特技は変装で、その辺にいた人間に早変わりするなど朝飯前。別名千の顔を持つ男。後述の様々な変装態のほか、鷹介・吼太・一甲にも化けたこともある。劇中最後まで素顔は見せることはなかったが、ハリケンレッド同様に空忍科特有の技も使うことから、無限斎はその正体を、10年前に突如失踪した忍風館・空忍科のハリケンジャーに一番近かった男ではないかと推測しており、おぼろと顔見知りの可能性が示唆されている。
巻之四十九で自分の命を代償にしながら天空神に乗り巨大サタラクラと共に自爆する。巻之五十では遺影が飾られている。最終巻のエピローグではシュリケンジャーの正体らしき人物が登場している。
『アバレンジャーVSハリケンジャー』をはじめ、テレビシリーズ終了後に制作された作品にも複数回登場しているが、いずれの作品でもテレビシリーズ終了後の生死については触れられていない。
- 東映プロデューサーの日笠淳は、既に追加戦士としてゴウライジャーが存在しており、限られた話数の中でさらなる追加キャラクターの掘り下げを行うことは難しいと考え、素顔を見せず格好良さを見せることを第一としたキャラクターと位置づけたことを述べている[6][注釈 9]。
- 英語交じりのセリフの多くは演じる松野太紀のアドリブである[35]。

『忍風戦隊ハリケンジャー 10 YEARS AFTER』
同作品のオリジナルキャラクターである天界が変身した二代目が登場する。名乗りも「我こそは忍者の中の忍者」と和訳に変化している。
『手裏剣戦隊ニンニンジャー』
第43話（忍びの43）に「忍者の名誉を守る会」の会員として登場。声は『10 YEARS AFTER』の天界を演じた橋本仰未ではなく、テレビシリーズと同じく松野太紀が、原典同様の英語交じりの口調で演じている。
作中では、松尾凪/キニンジャーから「ミドニンジャーっぽいね」と言われたのを受ける形で、「ニンニンジャー」の変身バンクにシュリケンジャーが登場するギャグ描写も見られた。
- 松野の出演は、松野が出演していた『デジモンセイバーズ』のプロデューサーであった東映アニメーションの柴田宏明が『ニンニンジャー』の担当になったことから松野が懇願し実現した。
- また、同話数を監督した加藤弘之は、二代目の存在は承知の上でファンが観たいのは初代だろうとの考えであったことを述べており、脚本を手がけた毛利亘宏は天界との関係については「グレーな感じ」と述べている。

### 関係者

#### 忍風館
日向 無限斎（） / ハムスター館長（）
疾風流の忍者学校である忍風館の館長。ジャカンジャによる忍風館襲撃の際、ゴールデンハムスターに変身して難を逃れたが、呪文を一字間違えてしまい、外見はハムスターのままとなる。この状態でも人語を話せる。
厳格だが心配性のところもある。おぼろからは「お父ちゃん」と呼ばれている。娘おぼろのウェディングドレス姿を見るのが夢、と劇中で語られている。
劇場版で一時的に人間の姿に戻る。最終決戦の混乱の最中に正しい呪文を思い出したため、元の姿に戻る。

日向 おぼろ（）
忍風館特忍科・第487期卒業生。30歳。無限斎の一人娘で、鷹介たちの20代前の先輩。忍風館始まって以来の天才と言われ、疾風流に伝承されてきた風神エネルギーを用いた各種メカ・アイテムを開発した忍術研究者であり、ハリケンジャーの軍師的存在。標準語でしゃべる父と違い、関西弁を話す。ハリケンジャーが登場するVシネマ2作品でのロボのオリジナル武装について、いずれも想像していたという旨を述べている。使用するパソコンのコンソール画面はハリケンジャーのエンブレムが分解するCG（レッド→ブルー→イエローの順に変化）になっている。キャストクレジットは原則最後である。
黒子ロボット（）
ハリケンジャーたちや日向親子の活動を影からサポートする黒装束と黒頭巾を身に纏った人型ロボットで、金と銀の2体がいる。目から放つ光線によってハリケンジャーたちとジャカンジャの存在を知ってしまった人々の記憶消去や、おぼろの補助といった雑務などをこなす。歌舞伎などに登場する黒子と同様に会話をすることはなかったが、人間らしいリアクションを多々見せている。巻之四十六では量産型天空神の操縦も行っている。

#### ハリケンジャーの関係者
尾藤 鳴子（）
巻之四、巻之四十一に登場。吼太の妹。吼太と共に生まれ育った養護施設で保育士をしている。巻之四十一にて兄がハリケンジャーであることを知っていた。
尾藤 あやめ（）
巻之二十五に登場。今は亡き吼太の祖母。サタラクラが過去の中忍を蘇らせる作戦を行った際、その影響で復活。しかも女子高生の姿になって、天国から吼太に会いに来た。自称「あやや」。蚊が刺したくなる体質の持ち主。
馳 太（）
巻之二から登場。七海のマネージャー。
九十九 かなえ（）
巻之二から登場。鷹介の働く人材派遣会社の女社長。鷹介を「新人」と呼び、厳しい態度で接する。
田井 章一郎（）
巻之二十七に登場。鷹介の忍風館時代の同級生で、鷹介とは下位争いをしていた。鷹介たちからは第一印象のイメージと名前からとったタイショーというあだ名で呼ばれている。幼馴染みのメグと結婚したのを機に忍風館を中退した後は焼き鳥屋を経営しており、身重の彼女の尻にかなり敷かれている様子。鷹介がハリケンジャーになったことを知り、危険に巻き込ませないためにハリケンジャーを辞めさせようとした。抜け忍は黒子ロボットによって記憶を消されるはずであるが、彼はそれを殴り飛ばして追っ払ったらしい。そのため忍風館時代の記憶を持ち、迅雷流やゴウライジャーのことも知っている。

#### 迅雷義塾
霞 一鬼（）
霞兄弟の実父。迅雷流の規律に従わずに無益な殺戮や破壊や、目的のためなら味方殺しすらも行い続けていた好戦的な危険人物であり、そのために、迅雷流からも疎まれて、あえて過酷な任務ばかりを与えられた末に死亡している。「アレ」の出現を目的として流派に無断で独自に調査を続けて、その方法の一つが「息子たちに殺し合いをさせること」だと知ったために、彼らに対し怒りと憎しみばかり教えて、いずれは殺し合わせようと考えていた他、迅雷忍者が使用する情報ナビゲーションツールにその情報を残していた。武器の製作も行っていたのだが、その制作思想はあのサタラクラにさえも狂気だと言わしめたほどである。

#### 御前様
覚羅（）
疾風流、迅雷流を統べる宇宙統一忍者流の統領。自らの存在を固く秘し、その存在は無限斎ら両流派の高位の忍者と、彼女に従うシュリケンジャーにしか知られていなかったが、変装中のシュリケンジャーが口を滑らせたせいで、彼を尾行していた鷹介たちにもその存在が知れ渡り、「アレ」を出現させる手がかりとされる怒りの矢を封じたメダルがジャカンジャの手に落ちたことから、ハリケンジャー・ゴウライジャーの前に姿を現す。悲しみに触れると解けてしまう封印で嘆きの弓のメダルを自らの体内に封じているため、500年もの長きに渡って孤独に生きている。メダルの力があるため、食料による栄養補給を必要としない。終盤にてサンダールにメダルを奪われ、息を引き取る。亡骸は光の粒子となって消滅していった。
- 演じた三輪ひとみは巻44の初登場の場面では、岩場の上で足袋に草履を履いたうえに衣装が重いため風にあおられて立っているのがやっとで、「渋い表情をしていたと思いますが、半分、演技じゃなかったんです」と述べている。
- 三輪はニンジンが苦手だが、巻46ではおせち料理のニンジンを食べる場面は、監督が色味的にもニンジンがいいと提案したため我慢して食べたという。

## 地球忍者の装備・戦力

### 共通装備
シノビメダル
忍術や奥義など、さまざまな忍者に関する情報を記録したメダル。闇石と呼ばれる、嘆きの弓のメダルを基に作られていた。他にも、鍛錬時に使用する無印のメダルも存在する。
シノビジャケット
ハリケンジャーとゴウライジャーが変身前に着用している、疾風流と迅雷流双方の養成学校の制服でもあったジャケット。
ハリケンジャー3人のジャケットは、鎖帷子をイメージした粗い網目と、各々のパーソナルカラーが施され、左胸に疾風流の紋章が、首周りの背面には各学科の紋章がプリントされている。
ゴウライジャーはレザージャケットで、両脇に個々のパーソナルカラーがあてがわれ、右袖に迅雷流の紋章が、左袖には各学科の紋章がプリントされており、背中にはシノビスーツのモチーフになったそれぞれの甲虫のシルエットが施されている。
シノビスーツ
ハリケンジャーやゴウライジャーが変身ブレスを起動させて装着する忍び装束型強化スーツ。ハリケンジャーのものはハリケンファイバー製、ゴウライジャーのものはゴウライファイバー製で、マシンガンの連射にもビクともしない強度と布のようなしなやかさを持ち、装着した者の身体能力を10〜20倍に引き上げる。ハリケンジャーのものはヘルメットのフェイス部分を展開することも出来る。
ゴウライジャーのスーツは肩当てと手甲、膝当てが付いているため、ハリケンジャーのものより防御力が高い。装着した者の身体能力が15〜30倍までアップする。
シュリケンジャーのスーツは、どんなに強力な攻撃を受けても変身解除しないほど強靭で、スーツの上にはプロテクターのシュリケンズアーマーを装着している。シュリケンズアーマーは重量があり、シュリケンジャーの背丈くらいの高さから落とすだけで地面がめり込むほどである。
天下統一武奏ニンジャミセン（）
宇宙統一忍者流の楽器で、衝撃波を放つほか、リボルバーマンモスを機動させるのに使う。当初はシュリケンジャー専用というような形で出てきたが、ハリケンジャーらも使用することができる。劇中都合1棹だけが確認されている。それぞれの武器（シュリケンズバット、ハヤテ丸、イカヅチ丸）と合体させて使い、ハヤテ丸 ガンモードの10倍の威力を誇るガンモードとしても使える他、音色でリボルバーマンモスをコントロールすることができる。シュリケンジャーはシノビメダルをピック代わりに使いエレキギターのような音を発生させるが、ハリケンジャーらが使う時には専用のバチ（ガンモード時のグリップも兼用）を用い、三味線のような音を出す。1度だけだが、6人一斉に弾くことで衝撃波を発する衝撃波六重奏や流派超越シャミ流れバチ、ビクトリーガジェットと同時に銃モードで撃つ最強奥義 天風雷撃波（）といった必殺技にも使える。
忍者刀
変身前に使用する刀。使用回数は少なかったが、主にマゲラッパとの戦いで使用した。シュリケンジャーは使用していない。

### ハリケンジャーの装備
ハリケンジャイロ
ハリケンジャーの3人が左腕に装着している変身ブレス。本来は疾風流忍者の中でも伝説の後継者と認められるほどの実力を持つ特に優れた忍者にのみ与えられるものだが、地球に襲来したジャカンジャに対抗するためおぼろから鷹介たち3人に託された。
「忍風・シノビチェンジ!」の掛け声と共に、各人に対応したシノビメダルがセットされたローラーを回転させ風神エネルギーを吸収。「揺らぎ」の働きにより、おぼろ研究室からシノビスーツが転送・装着され、最後に「ハァッ!」という音声が鳴ると同時にヘルメットのフェイス部分が閉まり、変身が完了する。ジャイロ同士やおぼろ研究室との通信機能も備え、ジャイロ手裏剣を飛ばすことも可能。変身後も左腕に残っている。
携帯忍刀ハヤテ丸（）
ハリケンジャーが背中に背負った忍者刀。10センチメートルの鉄板を簡単に切り裂くほどの鋭い刀剣（斬モード）としてだけではなく、鞘に収めた状態で1メートルのコンクリート製の壁も貫く風神エネルギー弾を発射するライフル状の銃としても使える（射モード）上に、柄には携帯電話のような通信機が内蔵されている。これでお互いに連絡をとることも出来る。さらに携帯と同じEメール機能を備え、新しい技が開発されると、そのデータが剣自体に転送される。技自体はダウンロードすれば持つ者が誰でも基本的には使用可能（後述）。
忍ロープ（）
各人に対応した配色の鉤縄。敵を捉える際や高所へ登る際に使用する。繊維化チタン製。
シノビカブト
変身前の3人が隠密行動時に着用している兜。

### ゴウライジャーの装備
ゴウライチェンジャー
ゴウライジャーの変身ブレス。左腕に装着されている。本来は迅雷流忍者の中でも特に優れた忍者にのみ与えられる迅雷流伝説の覇者の証である。500年前にゴウライジャーの名と共に封印されていたが、密かに改良が重ねられ、迅雷義塾が壊滅した直後に難を逃れた霞兄弟が迅雷の谷の洞窟で発見して手に入れた。「迅雷（）・シノビチェンジ」の掛け声と共に変身する。それぞれカブトムシ、クワガタ型をしており、変身時にはスイッチを押して翼が開き現れた中のシノビメダルがイオンを吸収し、霞兄弟の身体にシノビスーツを生成・装着させ最後に「ハァッ!」という音声が鳴ると同時にヘルメットのフェィス部分が閉まり変身が完了する。チェンジャー同士や、おぼろ研究室との通信機能も備え、さらに結界をこじ開ける能力も持ち、巻之四十五で使用された。作中において「ゴウライチェンジャー」という名は一度も出ておらず、一甲が一度だけ「チェンジャー」と呼んだのみである。
変幻自在棍イカヅチ丸（）
ゴウライジャーが武器として使用している変幻自在棍。背中に差して携行する。両端と中央部に分厚い鉄板も切り裂くほどの鋭い切れ味を持つ小型の刃が備わっており、ジョイントの組み換えによって自在に形を変える。通常形態の他、本体を長く伸張させた手槍の手槍モード、十字の雷神エネルギー光弾を放つ十字手裏剣の十字の型、中心部に電磁バリアを張って敵の攻撃を反射する盾の円月の型として使える。
イカヅチ手裏剣
巻之九のみに使用した、迅雷流の紋章がプリントされた手裏剣。
鎖
巻之三十六の冒頭の特訓シーンのみで使用した、攻撃用のチェーン。
迅雷乱れ打ち
一甲と一鍬が迅雷太鼓を打ち鳴らし、迅雷印の旗を通じて太鼓の響きで雷神エネルギーを蓄積させて稲妻を作り出し、放つ。

### シュリケンジャーの装備
シュリケンボール
片手でつかめる程度のボール状をしたシュリケンジャーの変身アイテムにして武器。劇中ではさまざまな変装態から「天空！シノビチェンジ！」の掛け声と共に揺らぎエネルギーを用いて変身するが、その際は変身前の役者がかつて演じていた各戦隊での変身ポーズをアレンジしたポーズをとる。
劇中で描写されていないが、シュリケンジャーの千本ノックや分身魔球で放たれる黄色い爆弾ボールはシュリケンボールから生み出されている。この黄色いボールは、最終決戦時にセンティピードの重力結界を消滅させることにも成功しており、この機能は鷹介がシュリケンジャーから受け取ったシュリケンボールのスイッチを押して発動させた。
シュリケンズバット
シュリケンジャーの武器。普段はバット部の鞘から引き抜いた厚さ10センチメートルの鉄板も簡単に切り裂いてしまうほどの切れ味を持ち、柄の部分のマイクに音声入力して声で機能を操り、様々な剣技を放つ忍者刀の剣モードとして使用する。また必殺技を放つ際には鞘に収めバットモードとし、無数の爆弾ボールを打つ。柄の石突部分にはマイクが付けられており、通信機としても使える。
冷凍剣
鞘の部分のマイクに音声入力して、刀身から冷凍エネルギーを放つ。解凍剣との併用で、ハリケンジャーとゴウライジャーの体内の毒サソリを摘出した。
プラズマ剣
鞘の部分のマイクに音声入力して、刀身からプラズマエネルギーを発生させる。
ファイヤー剣/火炎剣
鞘の部分のマイクに音声入力して、刀身から火炎を放射する。ノーマルのシュリケンジャー時にはファイヤー剣、ファイヤーモード時には火炎剣と呼称する。

### 忍法・技
超忍法・消え身の術（）
煙玉を投げて身を隠す。ハリケン、ゴウライ、シュリケン全員共通の技。
変わり身の術
やられたと思わせてスーツを着せた藁人形だけ残す。ハリケン、ゴウライ、シュリケン全員共通の技。
抜け身の術
やられたと思わせてスーツだけ残す。そこから奇襲攻撃を仕掛けることが多い。変わり身の術と基本的に同じだが、こちらの方が使用回数は多い。ハリケン、ゴウライ、シュリケン全員共通の技。
超忍法・影の舞（）
手前に障子が出現し、その裏で影となってそれぞれが様々な攻撃を繰り出す合体技。当初はハリケンジャー3人で使っていたが、後にゴウライジャーやシュリケンジャーが加わるようになり、人数が増えると、その都度「4人影の舞」や「5人影の舞」と呼称することもある。
『手裏剣戦隊ニンニンジャー』第7話（忍びの7）中ではレッドが『忍者戦隊カクレンジャー』のサスケ/ニンジャレッドと共に「流派超越・影の舞」を繰り広げている。
超忍法・乱舞三重衝（）
ハヤテ丸に「乱」モードをダウンロードして刀身にエネルギーを込め、超高速で連続斬りを繰り出す。作中ではレッドとブルーが使用している。

ハリケンジャーの合同技
トリプルハリケン斬り
「ハー・リー・ケーン」の発声とともに、空中で前方回転しながら斬りつける。1人でも使用可能な基本的な技であるが、作中ではもっぱら3人同時に使用された。
三位一体トリプルハリケーン
3人が手を組み合った状態で回転し、猛烈な勢いで竜巻を巻き起こす。
超忍法・地獄耳
『海賊戦隊ゴーカイジャー』で3人が使用。大きくした耳を傾けて遠くの相手の話を盗聴し、秘密などを探る。

ハリケンレッドの忍法・技
超忍法・空駆け（）
空中を最高速度時速200キロメートルで駆けながら攻撃する。レッドの超忍法ではもっとも多用された。
レッドがイエローに投げられることで速度を増し高速空駆けとなる。
シュリケンジャーも使用可能である。
超忍法・幻変化（）
兵器に変身したレッドに攻撃される幻を見せる精神攻撃技。劇中ではハリケン戦闘機、ハリケン戦車に変身した。
疾風流剣技・疾風斬（）
「斬」モードのハヤテ丸に風神エネルギーを込め、振りかざして敵を袈裟斬りにする。
- 『手裏剣戦隊ニンニンジャー』では、「宇宙統一忍者流剣技」となっていた。同話数を監督した竹本昇はこの技名について、本作品の最終回の流れを汲んで改名したことを述べている。

疾風流奥義 大空斬り（）
シュリケンジャーがレッドに授けた巻物に記されていた奥義。空駆けにより空中より敵に近づき、ハヤテ丸で相手を縦に斬る。
雷撃斬（）
迅雷流伝承の剣技を応用した技。ハヤテ丸に「雷」モードをダウンロードして、刀身に雷神エネルギーを込めて敵を何度も斬る。
空忍法・飛雲雀（）
爆発的な跳躍により底なし沼や地中にめり込んだ状況から脱出する、疾風流空忍固有の忍法。
自在縄
『手裏剣戦隊ニンニンジャー』で使用。指から縄を伸ばす。

ハリケンブルーの忍法・技
超忍法・水面走り（）
時速150キロメートルで水上を地上の如く走り抜ける。さらに、水面走りからハヤテ丸で射撃を行う。
超忍法・水流破（）
腕の先より、激しい水流を噴射して、敵を一度にまとめて吹き飛ばす。
超忍法・水変化（）
地面を一瞬で水に変えて、その中に敵を引きずり込む。
疾風流剣技・激流斬
水忍最強の剣技。
「斬」モードのハヤテ丸に風神エネルギーを込め、振りかざして敵を縦に斬る。
忍法・水柱
七海が使用する忍術。地面から巨大な水柱を発生させ、それに乗って高いところへ移動する、水忍の基本忍法。変身前でも使える。
忍法・木の葉がえし
七海が使用する忍術。木の葉を巻き上げて、敵の目を晦ませ、姿を隠す。

ハリケンイエローの忍法・技
超忍法・舞獅子（）
8人に分身して、立て続けに攻撃を仕掛ける。イエローを代表する超忍法でもある。
超忍法・イエロー発砲崩し
舞獅子使用時に敵の周囲を動きながら次々と攻撃する。
超忍法・地雷撃（）
地面にハヤテ丸を突き立て、電撃を放つ。
超忍法・土驀進（）
地中を潜り、奇襲攻撃をかける。
超忍法・獅子滑り（）
地面に腹這いになった状態で敵に突っ込んでいく。
超忍法・乱れ斬り
垂直な壁を横に走りながら何度もハヤテ丸で斬りつける。
疾風流剣技・大地斬
「斬」モードのハヤテ丸に風神エネルギーを込め、振りかざして左上から右下に振り下ろす。
疾風流奥義 大地斬り（）
シュリケンジャーがイエローに授けた巻物に記されていた奥義。獅子滑りの強化技で、腹這いで敵に近づき、ハヤテ丸で相手を横に斬る。この技と上記の大空斬りは実は1つの技であり、2つの技を合わせると疾風流合わせ奥義・大空大地斬り（）になる。
陸忍法・カメレオンの術
吼太が使用する忍術。保護色の布を利用して、壁などに隠れる。変身前でも使える。
疾風流忍法・犬の鼻
吼太が使用する忍術。黒い犬の鼻をつけ、犬並みに嗅覚を強化する。

ゴウライジャーの合体忍法
ゴウライシュート
2人でイカヅチ丸で敵を投げ飛ばし、粉砕する。

カブトライジャーの忍法・技
超忍法・幻カブト（）
巨大化した自分の幻影を作り出し、それで敵を踏み潰して精神的なダメージを与える。変身前でも使える。当時敵対していたイエローに2回、無限斎から卒業証書を奪うために1回（変身せずに）、『アバレンジャーVSハリケンジャー』でアバレキラーに、合計4回使用。
迅雷流剣技・雷撃斬
カブトの得意技で使用回数が最も多い。イカヅチ丸の先端の刃に雷神エネルギーを充填して、敵を何度も斬り裂く。巻之二十で、レッドに授けた。
迅雷流忍法・カブトうつし
一甲の忍術。念を込めたカブトムシの幼虫を飲み込み、自分の体内をレントゲンのように調べる。
迅雷流忍法・カブト雷撃破（）
空中前転から両足キックを放ち、さらにイカヅチ丸で敵を縦に斬る連続攻撃技で、後にハリケンレッドにも伝授した。マンマルバを一度は倒した他、ウェンディーヌに使用したこともある。

クワガライジャーの忍法・技
超忍法・牙走り（）
スタッグブレイカーで敵を挟んだまま、空中を自在に走る。
超忍法・牙稲妻（）
頭の牙から雷神エネルギーを発する技で、直接浴びせて攻撃したり、敵を捕縛する。
超忍法・移り身
敵の攻撃でやられたかのように見せかけて、思わぬところから奇襲攻撃をかける。
迅雷流剣技・雷牙一閃（）
イカヅチ丸とスタッグブレイカーに雷神エネルギーを充填して、左右両方向から敵を横に斬る。
迅雷流剣技・雷牙一撃
イカヅチブレイカーに雷神エネルギーを充填して斜め袈裟に振り下ろす。
迅雷流奥義 鬼雷爆撃破（）
鬼雷丸に電撃を溜めて斬りつける。しかしこの技は電撃を放出して、その場にいる者全てを敵味方関係なく攻撃してしまう。

シュリケンジャーの忍法・技
超忍法・秘打千本ノック（）
シュリケンズバットで爆弾ボールを無数に打ちまくる。
超忍法・ミラクル千本ノック
秘打千本ノックの強化版。
超忍法・分身魔球（）
ボールを分裂させて投げつける。
翼忍剣技・天空斬（）
空中前転で勢いをつけて、シュリケンズバットで相手を縦一文字に斬る。

### ガジェット

#### ハリケンガジェット
ドライガン
ハリケンレッド専用のハリケンガジェット。500度の熱風弾を発射し、半径20メートル以内を焼き尽くす。火炎を噴射することも可能である。巻之十二でチューンナップされた。鷹の頭部のイメージをあしらったハンドガンで、モチーフはドライヤー。
ソニックメガホン
ハリケンブルー専用のハリケンガジェット。言霊を風神エネルギーで増幅し、「回れ」「地面に潜れ」など、マイクでしゃべったとおりに相手（複数でも可）を操ることができる。衝撃波の発射も可能。イルカの尾のイメージをあしらっており、モチーフは（電動）メガホン。
- 2008年10月にCDデビューした長澤奈央ボーカル担当のガールズロックバンド「SONIC MEGAPHONE」は、この武器が名称の由来となっている。

クエイクハンマー
ハリケンイエロー専用のハリケンガジェット。風神エネルギーを集中させて叩くことで、地割れを起こすほどの一撃を生み出す。目にも止まらぬ速さで叩きつけるクエイクハンマー百連打や、野球の一本足打法の要領で敵を殴りつける超忍法869号といった技がある。ライオンの頭部をあしらっており、モチーフは（両手持ちの）ハンマー。
三重連トリプルガジェット
ハリケンガジェットを連結させた必殺砲。合体の順番によって発射するエネルギーが変化する。合体した各形態の名称は以下の通りだが、劇中での呼称は「三重連トリプルガジェット」で統一される。
ドライガジェット
ドライガン、クエイクハンマー、ソニックメガホンの順に連結させた形態。「ファイヤー」の掛け声でドライガンの銃口から高熱弾を発射する。
ソニックガジェット
ソニックメガホン、ドライガン、クエイクハンマーの順に連結させた形態。「ロールアップ」の掛け声で強力な超音波弾で敵をバラバラにする。
クエイクガジェット
クエイクハンマー、ソニックメガホン、ドライガンの順に連結させた形態。「ブレイクダウン」の掛け声で重さ100トンの重力弾で敵を押しつぶす。ビクトリーガジェットの時にはこの形態でダブルガジェットと連結させる。

#### ゴウライガジェット
ホーンブレイカー
カブトムシを模した、カブトライジャー専用の銃型ゴウライガジェット。カブトムシの角の形をしたポインターで敵に狙いを定め、直径1メートルの鉄骨コンクリートの柱を切り裂くディスク状の光弾を発射する。角の二股に分かれた先端に装備された銃口からパルスビームを連射することも可能。
スタッグブレイカー
クワガタムシの顎を模した、クワガライジャー専用のハサミ型ゴウライガジェット。挟んだ相手に10万ボルトの高圧電流を流す。主に手に持って使うが、イカヅチ丸の先端に装着して槍の穂先のように使うこともでき、この形態をイカヅチブレイカーと呼ぶ。
二重連ダブルガジェット
2つのゴウライガジェットを合体させたゴウライジャーの必殺武器。雷神エネルギージェネレーターをフル回転させ、「サンダー」の掛け声で10万ボルトの高電圧エネルギー弾を発射する。

#### 合同必殺武器
五重連ビクトリーガジェット
ハリケンジャーのトリプルガジェット（クエイクガジェット）とゴウライジャーのダブルガジェットを連結させた形態。「ビクトリー」の掛け声で風神・雷神エネルギーを同時に発射して敵を粉砕する。トリプルガジェットとダブルガジェットの同時撃ちも防ぐフラビージョのエレガントバリヤーを破り、なおかつサーガイン配下の傀儡忍者を倒し、フラビージョとウェンディーヌに攻撃した際は次元が歪んでしまうほどの威力である。
九重連スーパーダイノビクトリー（9重連ビクトリーダイノボンバー）
『爆竜戦隊アバレンジャーVSハリケンジャー』を参照。
六重連ファイナルガジェット
『忍風戦隊ハリケンジャー 10 YEARS AFTER』を参照。

### その他の武器・アイテム
迅雷流情報ナビゲーションツール
霞兄弟の父・霞一鬼がゴウライジャーに関する情報と、流星群から解読したアレの発生方法を記録して残したグリップ型情報端末。青い透明の鉱物・「シノビニウム」がエネルギー源。高密度のシノビニウムを取り込むことで、記録された情報を告げる一鬼のホログラフを次々に投影できる。
最後は一鍬に投げつけられて壊れた。
鬼雷丸（）
一鬼の使用していた武器。作中では「刀」と言われていたが、形状としては両刃の薙刀に近いものである。この武器は前述の奥義を放つと敵味方関係なく攻撃してしまうため、「味方斬りの魔剣」と呼ばれて封印されていたが、迅雷流の再興にこだわった一鍬の心によって封印が解かれた。
防腐剤
巻之四十で御前から支給されたスプレーから散布する薬剤。フショクルーガの鱗粉の腐食対策として町中に散布し、ハリケンジャーとゴウライジャーも自身のシノビスーツに塗布したが、これにはシノビスーツを固着し、動きを封じるコーティング剤が含まれていた。

### ハリケンウインガー
風神エネルギーエンジン付きの忍者グライダー。無音で空中を飛行できる。最高速度は時速500キロメートル。データ転送装置により、ベルトのバックル部分から現れる。武器として小型ミサイルを搭載。劇場版冒頭では、忍馬（）で現場に駆けつけている。
レッドウインガー
ハリケンレッド専用の赤いハリケンウインガー。
ブルーウインガー
ハリケンブルー専用の青いハリケンウインガー。
イエローウインガー
ハリケンイエロー専用の黄色のハリケンウインガー。

### バリサンダー
ゴウライジャーが変身用のシノビメダルから呼び出す戦闘バイク。摩擦で地面に火をおこすほどの高速で走行し、車体前部からサンダービームを放って攻撃することも可能。巻之十から登場。
あまりに高性能なため、最初はハリケンジャーでも乗りこなせなかったが、マンマルバ暴走体の体内に囚われたゴウライジャーを救出すべく、ブルーとイエローが乗りこなすことに成功した。
カブトタイプ
カブトライジャー専用のバリサンダー。カブトライジャーの色である臙脂が施されている。巻之三十七では、ハリケンイエローが運転した。
クワガタイプ
クワガライジャー専用のバリサンダー。クワガライジャーの色である紺色が施されている。巻之三十七では、ハリケンブルーが運転した。

### シノビマシン
地球忍者たちが使用する巨大カラクリメカ。
ハリケンジャーのシノビマシンは、おぼろが新世代のハリケンジャーのために開発していた動物型カラクリメカ。巻之二から登場。内部の駆動機構にカラクリ技術が応用されており、現代のアクチュエーターよりも効率よく駆動する。構造材には超軽量・超硬質の特殊セラミックを使用。装甲はハリケンファイバー・特殊セラミック・チタン合金の積層型。コクピットには、おぼろ研究所から転送されたシノビメダルを受け取ったり、シノビメダルを装填してカラクリボールを実体化させる装置が備わっている。
ゴウライジャーのシノビマシンは迅雷の谷に封印されていた昆虫型カラクリメカで、具体的な設計・製作者は作中では言及されていない。巻之十から登場。雷神エネルギー誘導装置を得て復活した。能力を特化させているため、地上戦では疾風流シノビマシンを凌ぐ戦闘力を発揮する。コクピットにはターゲットスコープを備え、疾風流シノビマシンと同様に、シノビメダルを受け取ったりシノビメダルを装填してカラクリボールを実体化させる装置が備わっている。
天空神は、製作者についてはこちらも作中にて明確な言及はなされていないが、カラクリボールを出現させるための元素固定装置の差異から、旋風神・轟雷神以上のカラクリ技術で製造されたものと推測されている。
いずれのシノビマシンも操縦自体はシノビチェンジしていない生身の状態でも行えるが、合体・変形の衝撃には生身では耐えられないことが言明されている。また、いずれも同様の駆動機構であったため、流派を超える合体が可能。
- ハリケンジャーのシノビマシンはCGで、ゴウライジャーのシノビマシンはミニチュア特撮でそれぞれ表現された[63]。前作『百獣戦隊ガオレンジャー』のパワーアニマルが生物的な表現であったため、本作品ではメカ要素を強調している[9]。

ハリケンホーク
ハリケンレッド専用シノビマシン。赤いタカの姿をしており、出撃時は忍者館から飛行場のジェット旅客機に転送される。
翼から放つ烈火弾や特殊可燃ガスを噴射して敵を炎の渦で締め上げるカラクリ忍法・火炎鷹（）を使用。
旋風神の頭部を構成。
ハリケンドルフィン
ハリケンブルー専用シノビマシン。青いイルカの姿をしており、出撃時は豪華客船に転送される。
水中だけでなく、地上を走行することもでき、飛行能力も持つ。首の部分には、リボルバーを備える。
津波のホログラムと共に敵を攻撃するカラクリ忍法・大津波をはじめ、体当たりのドルフィンアタックも使用。
旋風神の右腕を構成。
ハリケンレオン
ハリケンイエロー専用シノビマシン。黄色いライオンの姿をしており、出撃時は建設中の遊園地のジェットコースターのレールと観覧車に転送される。
タテガミを回転させて竜巻を起こし、敵に体当たりするカラクリ忍法・連獅子を使用。
旋風神の頭部と右腕以外の部分とテイルロッドを構成。
- 玩具「忍風合体 DX超合金 旋風神」付属のハリケンレオンにはタテガミの回転ギミックが仕込まれており、デザインを担当した菊池和浩によれば、「当時はやっていたコマのオモチャを意識したものであり、あまりに回りすぎて危ないので、（テイルロッドを）あまり差し込めないようにしました」とのこと。

ゴウライビートル
カブトライジャー専用シノビマシン。紅のカブトムシと戦車の姿をしている。
角の主砲・轟雷砲、胴体に装備された二門のガトリングガン・ゴウライキャノン、機体上部の二門のパルスビーム砲を装備。轟雷砲とゴウライキャノンによる一斉射撃は小さな山を7、8秒で消滅させる威力を持つ。溶岩弾の中に身を隠して敵に突撃するカラクリ忍法・角変化も使用。
轟雷神の上半身を構成。
- 玩具ではゴムキャタピラが用いられている。

ゴウライスタッグ
クワガライジャー専用シノビマシン。蒼のクワガタムシと大型六輪車の姿をしている。
先端の牙・ダブルホーンカッターで自分の3倍近い重量の物を持ち上げ、ワイヤーによる射出も可能。角からは、イカヅチサンダーという電撃を発射。砂埃にまぎれて敵を攻撃するカラクリ忍法・牙がくれも使用。
轟雷神の下半身と胸部装甲を構成。
- 玩具ではゴムタイヤが用いられていたが、後に材質を変更している。

天空神（飛行モード）
シュリケンジャー専用シノビマシン。緑の鳥とヘリコプターの姿をしている。操縦はコクピットにシュリケンズバットを差し込んで行う。巻之二十二から登場。
機体前部側面に装備された九連装・計十八連装のミサイル砲の天空ランチャー、手裏剣型プロペラで地面を切り裂いて、地割れを起こす攻撃のカラクリ忍法・天空裂破（）を駆使し、分身の術も使える。
単体でカラクリ巨人に変形。

### リボルバーマンモス
宇宙統一忍者流専用カラクリマシン。銀色のマンモスの姿をしている。ニンジャミセンで遠隔操作され、主にシュリケンジャーが操縦を行う。ハリケンジャー、ゴウライジャー、シュリケンジャーの変身用シノビメダルの力で完成した。巻之三十三から登場。
その名の通り、巨大なリボルバーが備わっており、リボルバーに多数のカラクリボールを収納し、弾丸のように連続発射させることができる。
カラクリボール以外の武器は、両側に装備された2門のビーム砲のマンモスビーム、前足膝のビーム砲、風速100キロメートル以上の突風を噴射する鼻の大型ノズル。
巻之五十にて、サンダールに破壊され、撃沈した。
『爆竜戦隊アバレンジャーVSハリケンジャー』では、生きていたシュリケンジャーと共に現れ、窮地に陥っていたアバレンオーを救い、姿を消した。

### カラクリ巨人
シノビマシンが合体や変形した巨人。様々なカラクリボールを駆使する。
玩具では、前作『百獣戦隊ガオレンジャー』のパワーアニマルと共通の合体用のジョイントを用いており、両作品が共演する『忍風戦隊ハリケンジャーVSガオレンジャー』ではこのギミックを用いた合体が再現されている。
旋風神（）
巻之二から登場。ハリケンホーク、ハリケンドルフィン、ハリケンレオンが忍風合体した疾風流カラクリ巨人。カラクリボールは胸部の元素固定装置から射出させる。
ハリケンレオンの尻尾が変形した鞭型のテイルロッドを差し込んで引き抜くことで、左肩のハリケンレオンの鬣からは突風のタテガミハリケーン、右腕のハリケンドルフィンのリボルバー部分からは竜巻攻撃のドルフィントルネードを放つ。また、ハリケンレオンの口からは煙幕を吐く。
基本必殺技は、ソードスラッシャーを手にした状態で3体に分身し、左の旋風神が左斜め上から右斜め下、右の旋風神が右斜め下から左斜め上、中央の旋風神が縦一閃に順に放ちながら切り裂く、究極奥義 分身幻斬り。手応えを感じた後、分身を解いて、元の一体に戻る。
最終巻で、タウ・ザント究極体の体に乗り移った邪悪なる意思と共に爆散。その後、修復され『アバレンジャーVSハリケンジャー』にも登場。
旋風神ハリアー
巻之三から登場。旋風神が「旋風神・ハリーアップ」の合図で装甲を軽量化した体術戦向きの軽量形態。
軽装のボディゆえに機動性と素早さに長け、旋風神の10倍の速さで動くことができる。この形態を維持できるのは60秒のみで、制限時間を過ぎるとハリーダウンにより元の旋風神に戻る。
武器は両手に装備した刃のハリアーソード（ダブルハリアーソード）と胸から放つビーム。
技はハリアーソードを円状の刃に変形させ、空中に出現したカタパルトを車輪のように転がって敵に突っ込むホイールクラッシュ。ハリアーソードによる連続斬り疾風円月剣。
必殺技は空中から猛スピードで敵に突っ込み、すれ違いざまに2本のハリアーソードで斬りつけるハリアー弾丸斬り。
最終巻では、「アレ」の中に飛び込み、嘆きの弓と怒りの矢で「アレ」を消滅させた。
轟雷神（）
ゴウライビートルとゴウライスタッグが迅雷合体した迅雷流カラクリ巨人。旋風神同様にカラクリボールは胸部の元素固定装置から出現させる。
旋風神よりパワーは劣るが、強固な装甲と高い機動力を誇る。
両腰にはゴウライキャノン、胸部にはダブルホーンカッターを装備している。
基本必殺技はプラントアックスで右から左斜めに4回連続で切り裂く、究極奥義 大回転轟斬り（）。
ジャカンジャとの決戦時に、巨大化したサンダールと共に後ろからソードスラッシャーでボディを貫通して大破。その後、修復され『アバレンジャーVSハリケンジャー』にも登場。
- スーパー戦隊シリーズの戦隊ロボで初めて、昆虫をモチーフとしている。

轟雷旋風神（）
巻之二十から登場。風雷丸の「各々方、合体でござる」の合図で旋風神・轟雷神・風雷丸が流派統一・風雷合体したカラクリ巨人。
大きな山を真っ二つにするほどの腕力を持ち、パンチ力は合体前の10倍になっている。合体の際、ハリケンドルフィン本体は右肩のバルカン砲になるが、コクピットのあるはずの頭部分は分離している。左肩にはホーンキャノン、右肩にガトリングビーム砲を装備。リボルバーマンモスに転送されたソードスラッシャーとゴートハンマーを使用したこともある。
必殺技はハリケンレオンの口と両肩の火器からビームを一斉発射する必殺奥義ローリングサンダーハリケーン。5秒の連射で500メートル以内の物を全て蒸発させる威力を持つ。
『爆竜戦隊アバレンジャーVSハリケンジャー』では応急修理の状態でキラーオーと対戦するも、爆竜必殺デススティンガーで大破してしまった。
- スーパー戦隊シリーズのDX超合金では初めて、2体による合体のもので、その総重量は相当なものとなっている。本編での登場後に旋風神、轟雷神、風雷丸の玩具のパッケージには販売促進用のステッカーが貼り付けされた。

リボルバー轟雷旋風神
リボルバーマンモスの背に轟雷旋風神を合体させたカラクリ巨人の強化形態。
必殺技はカラクリボールをボール形態で敵に打ち出した後、4倍に強化されたローリングサンダーハリケーンとリボルバーマンモスのマンモスビームを同時に放つ必殺究極奥義サンダーハリケーンストライク。
轟雷旋風神ソード&シールド
『忍風戦隊ハリケンジャーVSガオレンジャー』を参照。
天空神（）
巻之二十二から登場。飛行モードの天空神が飛翔変形したカラクリ巨人。カラクリボールは両手に搭載された元素固定装置により出現する。
スマートなボディが特徴で足のホバーにより空中を自由自在に高速移動可能。旋風神ハリアー以上に身軽。
武器はプロペラが変形した胸のクロスブレード、両腕の天空カッター、天空神用テイルロッド。
基本必殺技はスピンビーをテイルロッドで差し込んで引き抜いてからぶつける、究極奥義 暴れ独楽（）。
巻之四十六では、シュリケンジャーとおぼろによって同型で量産型の天空神が2機造られ、2体の黒子ロボットが操縦し、ハリケンジャーたちを援護したが、黒子ロボの操縦が下手だったのか、2機とも故障し、ハリケンジャーとゴウライジャーをパニックに巻き込んでしまった。
巻之四十九で、巨大化したサタラクラに対し、重傷を負ったシュリケンジャーが操縦して捨て身で組み合い、自爆してしまった。
天空旋風神（）
巻之二十五から登場。旋風神が天空神を天空武装したカラクリ巨人。ハリケンドルフィンが分離し、代わりに天空神を右腕に装着している。
武器は天空神が変形した右腕のバスタービーム砲。
必殺技は右肩のプロペラと、左肩のハリケンレオンの鬣を高速回転させて風神エネルギーを吸収し、バスタービーム砲から放つ必殺奥義ダイナマイトトルネード。
天空轟雷神（）
巻之二十六から登場。轟雷神が天空神を天空武装したカラクリ巨人。武器形態に変形した天空神が轟雷神の両肩にバックパックとして合体している。
背中のプロペラで飛行し、両肩にはブラストキャノン砲}を装備。
必殺技は天空神のローターと轟雷神の両腕のホイールを回転させて雷神エネルギーを吸収、それをブラストキャノン砲とゴウライキャノンから1,500万ボルトの高電圧ビームとして一斉発射する必殺奥義 天翔雷撃砲（）。
天雷旋風神（）
巻之三十七から登場。トライコンドルをジョイントとする形で旋風神、轟雷神、天空神が銀河超越三神合体したカラクリ最強の巨人。全員が同じコクピットで操縦を行う。
胸に大型十字手裏剣のクロスブレードを装備。急降下しながらクロスブレードで敵を切り裂くカラクリ剣技・天雷疾風斬、胸のクロスブレードを45度回転させて、バリアを発生させるダブルクロスフォーメーションを使用。
必殺技は体内の全ての回転盤を高速駆動させて全エネルギーを胸部のローターに集中、ローターを高速回転させることで強烈な真空波を放つ絶対究極奥義アルティマストーム、地球忍者の6人が宇宙統一忍者流を極めることで発動する、最強技の宇宙統一忍者流奥義アルティマストームマキシマム。
最初に合体した際、旋風神と轟雷神の回路が天雷旋風神のパワーに耐えきれず、トライコンドルも壊れてしまったが、修理の際、表面に絶縁シールドを張ることで解消した。ハリケンドルフィン、ハリケンレオンの頭部分、ゴウライキャノンは合体に使用されない。
天空轟雷旋風神（）
『忍風戦隊ハリケンジャーVSガオレンジャー』を参照。
リボルバー天雷旋風神
リボルバーマンモスの背に天雷旋風神を合体させたカラクリ巨人の最強形態。
合体と同時にほとんどのカラクリボールのウエポン（後述）がリボルバーマンモスに武装される。
必殺技はカラクリボールのウエポンが強力なビームを放った後に敵に波状突撃を敢行する絶対究極奥義アルティマレインボー。

### カラクリボール
ハリケンジャーが武器データが入力されたシノビメダルをスロットにセットすることで、旋風神の胸部ハッチから射出される元素固定装置で形成されたカプセル。ゴウライジャーの場合は轟雷神の胸部ハッチから射出される。天空神のみは両手の間からカラクリボールを発生させる。カプセルの中から必殺武器やカラクリ武者「風雷丸」（小型ロボ）のパーツなどが出現する。
ソードスラッシャー（01）
ハリケンファイバー製のタカの形をした必殺剣。旋風神のメイン武器。一撃でタンカーも切り裂く。巻之十四において、ゴウライジャーも轟雷神用のレプリカの開発に成功している。
旋風神用は他のカラクリボールと違い、ハリケンジャー全員のハリケンジャイロのメダルで発動させる。また、轟雷神用は他のカラクリボール同様に単一メダルで発動させており、カブトがメダルを所有していたが、後にクワガに譲り渡されている。3体に分身、一斉に敵を切り裂く究極奥義 分身幻斬りが使える。
ゴートクラッシャー（02）
山羊の形をした金槌状の武器。エネルギーを溜め、取っ手を伸ばして振り下ろす究極奥義 疾風豪快落とし（）が使える。
トータスハンマー（03）
亀の形をした鎖鉄球。エネルギーを溜めて敵に放ち、敵を貫く究極奥義 ロックドバスターが使える。
ゴートハンマー
ゴートクラッシャーとトータスハンマーを合体させたけん玉状の武器。鉄球を撃ち飛ばして敵にぶつけるフィニッシュトリック ゴートハンマーハリケン彗星が使える。

プラントアックス（04）
回転する四枚の刃を持つ花（植物）の形をした斧。その威力は山も砕く。ダブルホーンカッターを合体させるとアックスカッターになる。刃を回転させながら放つ究極奥義大回転轟斬りは、分身幻斬りと同等の威力を持ち、一度は旋風神を大破に、ハリケンジャーを瀕死の重傷にそれぞれ追い込んだ。本来は旋風神用に開発されたが、敵対していたころのカブトライジャーによって転送の瞬間にメダルを奪われて以後、轟雷神のメイン武器となる。
ガトリングレオ（05）
おぼろが無限斎の回し車を見て思いついたホワイトライオンの形をしたガトリング砲。左手に装備する。2メートル四方の鉄の塊を一瞬で蒸発させる威力。ガトリング砲を高速回転させてエネルギー弾を毎秒20発発射する究極奥義 大回転獅子爆裂弾（）が使える。
スキッドアタッカー（06）
イカの形をしたドリル。右膝に装着する。大きな山も一瞬で貫通する威力。ドリルを高速回転させながら敵に高速で突っ込んでいく究極奥義 スピンドドリルが使える。
ガトリングアタッカー
ガトリングレオとスキッドアタッカーを合体させた回転ドリル型武器。ドリルとガトリング砲を連動させて高速回転させ、竜巻と無数のエネルギー弾を放つフィニッシュトリック ハリケンスパイラルが使える。

カラクリ武者・風雷丸（）（07+08）
風雷ヘッドと風雷ナックルが合体してできる、自意識を持つカラクリ武者。轟雷旋風神への合体機能を発動させる。
「各々方、合体でござる！」との合図の後、合体時の掛け声は、「風吹き荒れて嵐飛び、雲引き裂いて雷走る！風と雷一つとなりて、天下御免の三日月頭！」。合体後もハリケンジャーたちにアドバイスする。

カラクリマント（09）
敵の攻撃から身を守ったり、自らの姿を消すことが可能な赤いマント。ただし、気配を悟られた場合は効果が無効になる。
スピンビー（10）
蜂の形をした独楽。天空神のメイン武器。ロッドによって高速回転させて投げつける究極奥義 暴れ独楽が使える。
カブトスピアー（11）
カブトガニの形をした槍。シュリケンジャーが授けたもの。先端から1,000万ボルトの光の槍を伸ばして敵を貫き、そのまま空に投げ飛ばして爆破する究極奥義 突貫香車突き（）が使える。
キャッチスパイダー（12）
蜘蛛の形をした鎖付きのクレーン。カラクリボールをキャッチすることが可能で、さらにそのままハンマーのように振り回して敵を攻撃することもできる。
カラクリスタンプ（13）
カラクリボールにローラースタンプが付いた物。敵にスタンプを投げ、それが敵に「消印無効」の印を押して力を封じる究極奥義 スタンプ百烈押し（）が使える。
ピタットヒトデ（14）
ヒトデの形をしたマグネット型武器。左膝に装着して膝蹴りを放ち、尖らせた頂点のトゲを相手に突き立てる究極奥義 スターライトニードロップと、投げつけて途中で分裂させ、敵に張り付かせて電流を流す究極奥義 スターダストクラッカーが使える。
トライコンドル（15+16+17）
宇宙伝来のカラクリジェット。2門のレーザー砲と、カッターにもなる尾翼が武器。天雷旋風神への合体を発動させる。カラクリ巨人を瞬間移動させるカラクリ忍法・消身の術も使用可能。オリジナルは劇場版に登場したアストラム第四惑星で開発されたもので、テレビシリーズのものはおぼろとシュリケンジャーが共同開発したレプリカである。ライーナ姫の持つペンダントから出現する3つの番号なしカラクリボールから出現する。
- 玩具では顔部分の造形などが異なるカプセルトイのものと、シノビメダルの代わりにライーナ姫のペンダントが付いた映画限定のものの3種類が発売された。

| ナンバー | 名称                 | 文字 | メダル所有者                     | 使用カラクリ巨人 |
| -------- | -------------------- | ---- | -------------------------------- | ---------------- |
| 1        | ソードスラッシャー   | 鉾   | ハリケンジャー全員 カブト→クワガ | 旋風神 轟雷神    |
| 2        | ゴートクラッシャー   | 鎚   | イエロー                         | 旋風神           |
| 3        | トータスハンマー     | 甲   | ブルー                           | 旋風神           |
| 4        | プラントアックス     | 車   | カブト                           | 轟雷神           |
| 5        | ガトリングレオ       | 銃   | イエロー                         | 旋風神           |
| 6        | スキッドアタッカー   | 錐   | ブルー                           | 旋風神           |
| 7        | 風雷ヘッド           | 兜   | レッド                           | 旋風神           |
| 8        | 風雷ナックル         | 拳   | カブト                           | 轟雷神           |
| 9        | カラクリマント       | 服   | レッド                           | 旋風神           |
| 10       | スピンビー           | 廻   | シュリケンジャー                 | 天空神           |
| 11       | カブトスピアー       | 突   | カブト                           | 轟雷神           |
| 12       | キャッチスパイダー   | 糸   | シュリケンジャー                 | 天空神           |
| 13       | カラクリスタンプ     | 印   | レッド                           | 旋風神           |
| 14       | ピタットヒトデ       | 着   | ブルー                           | 旋風神           |
| 15       | トライコンドル（角） | 角   | シュリケンジャー                 | 天空神           |
| 16       | トライコンドル（胴） | 冠   | レッド                           | 旋風神           |
| 17       | トライコンドル（翼） | 爪   | カブト                           | 轟雷神           |

### スペック
| 名称                      | 全長   | 全高     | 全幅         | 重量        | スピード         |
| ------------------------- | ------ | -------- | ------------ | ----------- | ---------------- |
| ハリケンホーク            | 15 m   |          | 22 m（翼長） | 120 t       | マッハ8          |
| ハリケンドルフィン        | 32 m   |          |              | 550 t       | 200 km/h（水中） |
| ハリケンレオン            | 45 m   | 1,250 t  | 300 km/h     |             |                  |
| ゴウライビートル          | 38 m   | 15 m     |              | 1,010 t     | 270 km/h         |
| ゴウライスタッグ          | 38.6 m | 11.5 m   | 940 t        | 285 km/h    |                  |
| 天空神（ヘリモード）      | 55.5 m |          |              | 970 t       | 680 km/h         |
| トライコンドル            | 24 m   | 550 t    | マッハ12     |             |                  |
| 名称                      | 全高   | 重量     | スピード     | 出力        |                  |
| 旋風神                    | 55 m   | 1,920 t  |              | 1,000万馬力 |                  |
| 旋風神ハリアー            | 50 m   | 1,000 t  | マッハ2      | 750万馬力   |                  |
| 轟雷神                    | 56.5 m | 1,950 t  |              | 800万馬力   |                  |
| 天空神                    | 52 m   | 970 t    | 680万馬力    |             |                  |
| 風雷丸                    | 24.0 m | 250 t    | 300万馬力    |             |                  |
| 轟雷旋風神                | 73 m   | 3,970 t  | 1,500万馬力  |             |                  |
| 轟雷旋風神ソード&シールド | 73 m   | 6,940 t  | 1,800万馬力  |             |                  |
| 天空旋風神                | 55.4 m | 2,340 t  | 1,200万馬力  |             |                  |
| 天空轟雷神                | 56.5 m | 2,920 t  | 1,000万馬力  |             |                  |
| 天雷旋風神                | 74 m   | 4,790 t  | 4,000万馬力  |             |                  |
| 天空轟雷旋風神            | 73 m   | 4,420 t  | 2,000万馬力  |             |                  |
| リボルバーマンモス        | 85 m   | 10,000 t | 5,600万馬力  |             |                  |

## 宇宙忍群ジャカンジャ
宇宙をさすらう邪悪な宇宙忍者の集団。忍者の究極奥義とされる「アレ」を探し求め多くの星を荒らし、500年前に宇宙中にばら撒いた発信機の一つが作動したため、発信源の地球にやって来る。「アレ」を見つけるために謎の流星群のメッセージに従い、地球を腐らせようとされている。宇宙船として乗ってきた寄生要塞センティピードを基地にしている。
組織内部で使う書面はジャカンジャ文字と呼ばれ、主だった忍術に使われている。この文字に関しては『忍風戦隊ハリケンジャー超全集』に一覧が載っている。
デザインは、和をイメージしたハリケンジャー側に対し、中国風のデザインが用いられている。
首領タウ・ザント
千の顔と千の手を持つ大ムカデのような姿をしたジャカンジャの首領。センティピードの謁見の間（司令室）の中央に座り、上忍たちに指示を出す。見えている部分は本体の一部に過ぎず、謁見の間に収まりきれずにセンティピードに幾重にも巻きつくほど巨大である。優秀な人材に対してはどこの宇宙の生まれでも気にしない豪快さを持つ一方、「アレ」を手に入れるためには部下をも捨て駒にする非情さを持つ。
人間を封印した無数の札を、気合で一気に消滅させたり、遠方へ雷撃を発するなどの凄まじい能力を持つ。
- デザインモチーフは節足動物のムカデで、「センティピード」も日本語に訳せばムカデ（漢字で書くと「百足」）。キャラクターの名前自体も「脚がたくさんある」ことからの連想でドイツ語で1000を表す"Tausend"から来ている。デザインを担当したさとうけいいちは、4人で1つの体を構成しているという想定で胴体に3つの異なる顔と組んだ腕のある形状で描いたが、劇中描写には活かされていない。

タウ・ザント究極体
巻之五十、最終巻に登場。タウ・ザントがジャキュームガンのタンクに蓄積された人々の生体エネルギーから怒りや嘆きを抽出・吸収し、巨人化した姿。両腕に備わった鉤爪や、顔面から放つ電撃などを武器とする。怒りと嘆きの弓矢を地球の海に撃ち込み、アレを発生させることに成功したが、直後にサンダールに弱点の眉間を不意打ちされて致命傷を負い、本格的に活発化したアレに吸い込まれた。
邪悪なる意志に憑依されて復活した際、旋風神を追い詰めるが、カラクリボール射出とソードスラッシャーによる攻撃で再び眉間を刺され、旋風神を巻き込んで爆死。邪悪なる意思による再生七本槍が倒された後、邪悪なる意思の力で等身大の状態で復活するもハリケンジャーとゴウライジャーの超忍法・五人影の舞とビクトリーガジェットで邪悪なる意思共々、倒された。
- 当初さとうは元のデザインをCGで動かすものと想定していたが、急遽造形物を作成することになり、ラフデザイン段階で造型作業が開始され、決定稿は後から描かれていた。

### 上忍（暗黒七本槍）
タウ・ザントの命令を直接聞く立場にいる、組織内No.2の集団。「○の槍〜」と番号が割り振られているが、明確なリーダーはいない（七本槍最強はサンダール）。また、六・七の槍はタウ・ザント以外面識一切無し。全員が異なる分野のエキスパートであり、作戦内容から来る組み合わせによって多彩な連携を見せる。全員の名の由来は曜日の英語名+モチーフ。
最終決戦で邪悪なる意志によって復活した際に、初めて全員が結集。チュウズーボの棍棒を媒体としたエネルギー弾・ジャカンジャ七重連・暗黒ボンバーを鷹介たちに放つも、復活した霞兄弟に阻まれた。
- 東映プロデューサーの日笠淳は、暗黒七本槍の設定はサブプロデューサーの塚田英明が忍者ものに多い「◯人衆」から発想したものであり、人数が多いのは敵幹部が少なかった前作『百獣戦隊ガオレンジャー』からの反動もあったと述べている[6]。一方、前作で狂言回し的な立ち位置であったツエツエとヤバイバが好評であったことから、本作品でもフラビージョとウェンディーヌが同様の位置づけとなった[6]。また、メインライターの宮下隼一は、7人の設定はゴウライジャーの立ち位置の変化を考慮していると述べている[23]。

一の槍フラビージョ
キャピキャピした元「宇宙コギャル」。宇宙忍者学校の落ちこぼれだったが、宇宙センター街でタウ・ザントにスカウトされた。当初はウェンディーヌとは仲が悪く、宇宙一のくノ一を決めるために張り合ったこともあったが、チュウズーボの死後は次第に仲良くなっていき、「ウェンディ」・「フラビー」と呼び合うようになっている。
上忍・中忍の任務達成状況などの報告・査定担当がメインだが、ハリケンジャーによって毎回作戦が失敗するため、「落第!」または「バツ!」と言いながら0点をつけるのがお約束。しかし、敗れたとはいえ見事な最期を遂げたチュウズーボに花丸をつけたこともある。一度は自分が査定され、タウザントからマイナス300点をつけられてしまったことも。
飛行能力を持ち、単体で戦ってもそこそこ強いが、他の七本槍と異なり巨大化しての戦闘描写は無かった。かわいい外見とは裏腹に、やることは非常に残忍である。また、幹部で唯一ハリケンジャーの基地に立ち入ったことがある。
槍状の2本の針を武器とし、顔前で掌を開いて放つ衝撃波ドカンや、相手の周囲を数字の8を描きながら飛び回り連続で刺す8の字殺法という宇宙忍法を駆使する。また、ドライガジェットとダブルガジェットの同時撃ちを跳ね返す力があるエレガントバリヤーという防御技も使用する。
同じくノ一である七海をライバル視しており、ハリケンジャーと戦う際は彼女を狙うことが多い。巻之六「ハサミとくノ一」では、ウェンディーヌと共に七海を徹底的に苦しめた。
ハリケンジャーとゴウライジャーがセンティピードを襲撃した際の戦闘で五重連ビクトリーガジェットにより、ウェンディーヌと共に倒される。
邪悪なる意思の力で復活した際の戦闘では、ハリケンブルーと交戦し、水面走りからのガンモードでダメージを受けた後、激流斬で倒された。
- デザインモチーフは昆虫の蜂。さとうはハチ女というリクエストを基に、当時ブレイクしていたミニモニ。のイメージから少女風のキャラクターとしてデザインしている。衣装のトゲは蜂の針をパンク・ファッション風にアレンジしたものである。

『爆竜戦隊アバレンジャーVSハリケンジャー』
ビクトリーガジェットにより引き起こされた次元の歪みによりダイノアースに飛ばされたことが判明し、ウェンディーヌと共にエヴォリアンの傘下に入る。
『忍風戦隊ハリケンジャー 10 YEARS AFTER』
ウェンディーヌと共に存命であり、零の槍バッド・ゼ・ルンバと手を組む。バッド・ゼ・ルンバが敗れ去ると、2人揃ってどこかへと去っていった。
『特捜戦隊デカレンジャー THE MOVIE フルブラスト・アクション』
ウェンディーヌと共に「女子大生エイリアン」としてワンカットのみ出演。本作品と同一人物であるかはまでは言及されていない。
『轟轟戦隊ボウケンジャーVSスーパー戦隊』
単独で登場。同作品では既に死亡したとされ、時の魔神クロノスの手で復活するが、クロノスが敗れると彼女も昇天する顛末を迎えている。

二の槍チュウズーボ
大入道のような姿をした宇宙忍者。生物忍者（宇宙忍）たちを配下に持つ。古文書解読などを行い、自身は知的な力押しの作戦を好む。
棍棒を武器とし、巨大な棍棒に攻撃される幻を敵に見せる精神攻撃技巨大二の槍や、背中のつづらに敵を閉じ込める箱次元、両手の指から放つ糸状の光で対象を操る人操りなどの多彩な宇宙忍法を駆使する。
ゴウライジャーを利用して「アレ」を手に入れようと目論んだが失敗。その後ハリケンジャーとゴウライジャーに最後の決戦を挑み、命を削る禁断の呪文闇魔人魂召喚の術で巨大化を遂げ、ハリケンジャーたちを追い詰めたが、初合体を遂げた轟雷旋風神に敗れ去り、七本槍最初の戦死者となる。
邪悪なる意思の力で復活した際の戦闘では、クワガライジャーと交戦し、スタッグブレイカーでダメージを受けた後、雷牙一撃で倒された。
- デザインモチーフは人間の入道とムカデ。
- スーツアクターを担当した蜂須賀祐一は、大きくて動きづらかったことを証言している。

三の槍マンマルバ
予言・占いなど、不確かな未来へ対する事柄を視る予言者。
- デザインモチーフは節足動物の蠍。

マンマルバ幼体
マンマルバの当初の姿。サッカーボールほどの大きさしかなく、センティピード内に浮かんでいる。不確定な未来を覗く力で様々な予言を行うが、内容は曖昧であるため他の七本槍からの信頼は薄い。語尾に「ら」をつけて話すことが多い。
- 幼体は操演を前提にエイリアンの幼虫というリクエストを基にデザインされた。当初は上から人型の上半身が生えているデザインで提案されていたが、操演の手間やサーガインとの差別化から下部のみが採用された。

マンマルバ成体
巻之二十の終盤から登場。後に成体として前線へ出ると同時期に、流星群から「アレ」のメッセージを読み取るようになる。成体では筋肉質的な体格で肉弾戦を好み、バイクの運転技術も高い。さらに炎で包んだかつての幼体の姿となって体当たりを仕掛ける火炎球という宇宙忍法を放つ。普段は茶色のローブを着用。幼体期の人懐っこいセリフからクールかつ物騒な物言いに変化したが、語尾の「ら」が抜けていないなど、時折幼さを垣間見せる。
自らの誤った予知により、自身がセンティピードへ招き入れ、そしてジャカンジャを裏切ったゴウライジャーに固執するようになる。一度はハイテンプル星を滅ぼした宇宙サソリを使い、カブトライジャーを死の寸前まで追い詰めたが、結局は失敗に終わり、自身もカブトライジャーに倒される。だが、予知により自分のクローンを作っておき、後に逆襲を仕掛ける。しかし、再び飛来した流星群のメッセージの情報量に耐え切れず、巨大化し醜悪な暴走体となってしまった。
邪悪なる意思の力で復活した際の戦闘では、カブトライジャーと交戦し、ホーンブレイカーでダメージを受けた後、クワガライジャーの雷牙一撃で倒された。
- 目のデザインは『モスラ対ゴジラ』のゴジラを意識したどの角度からでも睨んでいるように見える形状となっている。腰回りが動きやすいような形状となっている一方で、太腿の左右のパーツを骨盤よりも上に配置することで脚を長く見せている。

マンマルバ暴走体
巻之三十六、巻之三十七に登場。マンマルバのクローンが流星群の情報量に耐え切れず暴走し、巨大化した姿。知性はなく、攻撃手段は両腕の触手と怪力のみ。ゴウライジャーの2人を額の口から飲み込んで消化しようとし、天空旋風神やリボルバーマンモスを退けるが、体内に突入したハリケンジャーによってゴウライジャーは救出され、天雷旋風神に倒される。
- デザインはプロデューサーの塚田英明からの提案によりアメコミ作品『スポーン』のバイオレーターが参考にされている。

四の槍ウェンディーヌ
フラビージョとコンビである、グラマーで大人の雰囲気を持つ美女。錬金術師であり、四軍団中・三軍団の宇宙忍者の巨大化を受け持つ。
戦闘では、細身の剣を武器とし、敵に指鉄砲を向けながら放つ衝撃波ドキュンや、念力で剣を浮かばせて敵にぶつける自在剣、巨大な自身に攻撃される幻を敵に見せる精神攻撃技あやかしの術という宇宙忍法を駆使する。ストレスが頂点に達すると巨大化してしまう体質（星一つ滅ぼしたことがある）の持ち主で、その際には口から火を吐いたり、地球を揺さぶるほどの足踏みをするなどの凄まじい力を見せる。
サーガインの死後、彼が創り残していたカラクリ巨人で敵を討とうとするなど、サーガインとは友人としてもかなり親しかったようである。
ハリケンジャーとゴウライジャーがセンティピードを襲撃した際の戦闘で五重連ビクトリーガジェットにより、フラビージョと共に倒される。
邪悪なる意思の力で復活した際の戦闘では、ハリケンブルーと交戦し、水面走りからのガンモードでダメージを受けた後、ハリケンイエローの大地斬で倒された。
テレビシリーズ終了後の作品においては、フラビージョと共に何度か登場している（『轟轟戦隊ボウケンジャーVSスーパー戦隊』を除く）
- デザインモチーフは蛇。
- さとうは当初ボンデージ風の衣装を想定していたが、着替えに時間がかかることから変更された。また初期稿では脚周りはニーハイブーツを履いているなど露出の多いものであったが、子供番組にはふさわしくないとして決定稿は対象年齢を下げたものとなった。

五の槍サーガイン
全身黒甲冑の武人にして科学者。
本来の姿は地球の蟻に類似した極小の生命体であり、普段はメカニックで構成された傀儡の頭部の中にある操縦席で、体にチューブをつないだ状態で操縦している。操縦型の傀儡であるムササビスタルに自ら乗り込んで戦ったこともある。
宇宙忍法は駆使しないが、武人としての戦闘能力が非常に高く、両肩の二本の刀暗黒二刀流・巌流剣で敵を切り裂く傍ら、様々なカラクリ巨人を作り出すと共に宇宙各地の自立型ロボット（クグツ忍）を部下とし、また自身でも配下となる傀儡を造り出す。
生真面目な性格で、犬猿の仲だったにもかかわらず、最後の決戦に敗れたチュウズーボには敬意を表し、また、暴走体と化したマンマルバを不憫に思うなど、仲間内では情に厚い。それゆえ、サンダールの本性を組織内でもいち早く見抜いている。
終盤でカラクリメダルの技術を解析し、「アレ」の力を一部解放することに成功し、開発したカラクリ巨人ガインガインで怒りの矢の実体化に成功するなどの快挙を成し遂げ、ハリケンジャーたちをギリギリまで追い込んだが、決死の反撃に出たハリケンジャーのアルティマレインボーに敗れ、ガインガインは破壊され怒りの矢のメダルも奪われることとなった。それでもこのままではセンティピードに帰れないと悟り、ハリケンジャーと戦おうと叫ぶが、最後はサンダールによって「（サーガインの存在が）邪魔だ」と暗殺されてしまう。真っ二つにされた遺体は回収され、ウェンディーヌたちによって弔われている。
邪悪なる意思の力で復活した際の戦闘では、ハリケンイエローと交戦し、舞獅子でダメージを受けた後、カブトライジャーの雷撃斬で倒された。
- 本体のデザインモチーフは昆虫の蟻。ただし、匂いも含め甘いものは大嫌い。手足の鎖帷子風の模様は魚の鱗がモチーフとなっている。

六の槍サタラクラ
巻之二十一から登場。センティピードに常住しない中忍（仮面忍・忍狼獣）とのパイプ役でもあり、単独で複数の星を腐らせている。
実力としては申し分ないが、ダジャレやいたずらが大好きで、首領を「タザやん」呼ばわりしたり、ふざけているとしか思えない態度や作戦などが多いお調子者であるため、タウ・ザントも最初から前線に加えることをなんとなく躊躇っていたが、チュウズーボが倒されたことを受けて、戦力強化のために呼び寄せられる。シュリケンジャーと戦うことが多く、彼のことを嫌っている。
お調子者の側面は、陰気かつ冷酷な本質を隠すためのものである。額に第三の眼を持つ自分の顔を忌み嫌っており常に赤い仮面をつけているが、サンダールに仮面を斬られ素顔が明らかになる。
刺又を武器とし、巨大な自らの頭部に攻撃される幻を敵に見せる精神攻撃技デビろんぱ、分身の術サタやん影分身などの宇宙忍法で、ハリケンジャーたちを何度も苦しめる。
タウ・ザントを究極体にするための作戦行動に立候補し、多くの人々から生体エネルギーを吸収したが、タウ・ザントに捨て駒扱いされた挙句、サンダールに仮面ごと斬られ負傷してしまう。怒って巨大化し、ハリケンジャーたちに襲い掛かるも、シュリケンジャーが操縦する天空神と組み合い、爆死する。
邪悪なる意思の力で復活した際の戦闘では、ハリケンレッドと交戦し、ジャイロ手裏剣でダメージを受けた後、カブトライジャーの雷撃斬で倒された。
- デザインモチーフはクジャクと京劇役者。

七の槍サンダール
巻之三十九から登場した、左目に義眼付きの眼帯をかける策士風の幹部。「アレ」についての何らかの情報を元に、単独での探索任務に当たっていた。
物事を幾手先まで見通し、状況に適応した甘言で人を操ることに長ける。本作品における敵組織内紛の中心人物で、表向きにはタウ・ザントに忠誠を誓いつつ、密かに「アレ」を手に入れる機会を伺っていた面従腹背の幹部。口では協力を謳いながら、内心では他人を一切信用せず利用することしか考えない冷酷にして冷徹な性格の持ち主で、配下として従えている扇忍獣（）以外は部下を一人も持っていない。作戦は緻密で成功率が高く、怒りの矢と嘆きの弓のメダルを手に入れ、「アレ」の発生にこぎづける。タウ・ザントの「アレ」を手に入れるためなら自分をも見捨てようとする本意を聞き、土壇場で反旗を翻す。
武器は身長の半分以上もある大刀赫悪彗星刀（）と手から放つ鮫手裏剣。また、普段は閉じた扇を手にしているが、それ自体が武器であり（本気で振るえば、クグツ諸共サーガインを一刀両断する程の切れ味）、内部には配下の扇忍獣が棲み着いている一種の携帯亜空間となっている。さらに左拳から高い破壊力の光線も発射する。
単独の戦闘能力は七本槍随一。光のロープで相手をまとめて拘束する自在縄、義眼で隠れた敵を探す凶ザ目、巨大鮫の形をしたエネルギー体を利用する縄頭蓋（）と地中鮫、巨大化する巨大身の術など、数々の強力な宇宙忍法を使いこなす。
タウ・ザント究極体に不意打ちした後、フラビージョとウェンディーヌと共闘し、ハリケンジャーとゴウライジャーを倒そうとするが返り討ちに遭い、巨大身の術で巨大化。旋風神と轟雷神を圧倒するが、刺し違えることを決意したゴウライジャーによって轟雷神と共にソードスラッシャーで胴体を貫かれて爆死する。
邪悪なる意思の力で復活した際の戦闘では、ハリケンレッドと交戦し、ジャイロ手裏剣でダメージを受けた後、疾風斬で倒された。
- デザインモチーフは魚類の鮫と武士。

### 中忍
敵怪人として各話に登場されている忍者。ありとあらゆる銀河系出身者で構成され、以下の四つの組織に分かれている。
宇宙人忍者群団
チュウズーボが率いる、様々な星のエリート宇宙人忍者たち。生物モチーフが主で和風の出で立ちに身を包んでおり、名前の最後に漢字が入る。再生・巨大化の術を書いた巻物の力で巨大化する。
デザインはモチーフとなる生物やそれに関する事物を鎧にアレンジしている。
クグツ忍者群団
サーガインが設計・製作したロボット忍者と各宇宙の自立型ロボットまたはロボット生命体で構成。容姿は生物・無機質からそれの混成など多々で、名前は生物の名前とモチーフを合わせている。ロケットから変形する巨大ロボットコピージャイアントによって巨大化する。
仮面忍者群団
サタラクラが率いる、仮面をつけた宇宙人忍者。普段はセンティピードの外で暮らし、必要に応じてサタラクラが電話・「サタラクフォン」で呼びつけるアルバイトまたはパート感覚なので普段は別の仕事をしている（香水師や配達員など）。デザインには人体の一部が配されている。名前は「○○・××」で統一されている。体の再生・巨大化をするデッ仮面で巨大化する。
扇忍獣群団
サンダールが自ら忍術を教え込んだ宇宙生物による軍団。厳密には忍者ではなく忍獣という扱いである。東洋の空想獣がモチーフで、名前はいずれも「○○ーギ」で統一されている。普段はサンダールが持つ扇の亜空間に住んでおり、彼の呼びかけで現れる。元から巨大な体格の獣もあれば、人間と大差ない体格の獣もいる。

### 下忍
マゲラッパ
ジャカンジャの戦闘員。武器はカマのような忍者刀。「ゲラッパゲラッパ、マゲマゲ」と言いながら、ラップのステップを踏んで登場する。本体はマゲであり、服の中にはある虫がたくさん詰まっている。
- デザインモチーフは『忍者キャプター』。

### 巨大化用アイテム
再生巨大化の術の巻物
チュウズーボがサーガインのコピージャイアントに対抗して作り出されていた巻物。石版に書かれた古代ジャカンジャ呪文を宇宙忍法・呪文写しによって書き写す。ウェンディーヌがそれを忍者バズーカで発射し、倒された中忍に到達すると同時に巻物が展開。 巻物に書かれた呪文が発動することにより対象の生物忍者を再生巨大化させ、さらに最大のパワーを発揮することができる。
チュウズーボ自身も携帯しており、その場で放り投げて使用する場合もある。
呪文はジャカンジャの忍文字で「REBORN AGAIN EVOLVE HUGE」と書いてある。
宇宙忍法・闇魔人魂召喚の術の巻物
度重なる任務の失敗で後がなくなったチュウズーボが、自身の名誉と命をかけ、最後の決戦を挑む際に使用した術であり、それを封じ込めた黒い巻物。
使用者を巨大化させた上に強大な闇の力を与えるが、その代償として寿命を削り減らすため、「禁断の術」と恐れられている。そのため、安易に使用出来ないよう鎖による封印がされていた。
本来チュウズーボは、自分でこの巻物を使うつもりだったが、この巻物を手にしたのを犬猿の仲であるサーガインに目撃されてしまう。そのため、見つけたこの巻物自体はサーガインに託された。
ハリケンジャーとゴウライジャーに敗れても立ち上がったチュウズーボを見たことで、サーガインはウェンディーヌに忍者バズーカで撃ち出すように差し出した。
呪文はジャカンジャの忍文字で「FORBIDDEN GROWING GIGANTIC」と書かれている。
『忍風戦隊ハリケンジャーVSガオレンジャー』でチュウボウズが巨大化する際に放った巻物も外見が似ている。
コピージャイアント
サーガイン配下のクグツ忍者を再生巨大化させる巨大ロボット。ウェンディーヌが所有者で、コンパクト型携帯端末によってセンティピードからロケット型の飛行形態で発射され、現地に到着すると同時にロボット形態に変形する。クグツ忍者のデータを読み取り、吸収した破片を反映することで再生巨大化させる。
1回使うたびに、サーガインはウェンディーヌにお金を払っているらしい。
デッ仮面
サタラクラ配下の仮面忍者を巨大化させるその名の通りの巨大な仮面。これをウェンディーヌがハンマー投げの要領で投げ、倒された仮面忍者の細胞を吸収し、仮面に合う大きさに再生巨大化させる。ウェンディーヌ曰く「肩がこる」らしい。最小の中忍バンパ・イヤーンは二回に渡り、巨大化した。

### カラクリ巨人
サーガインが建造したジャカンジャ版カラクリ巨人で、巨大クグツとも呼ばれる。地球忍者のカラクリ巨人の機構を参考に建造されており、基本的に自立思考型として造られているクグツ忍者とは異なり操縦式となっている。
メガタガメ
タガメをモチーフにしたカラクリ巨人で、サーガインが自ら操縦する。ハリアー形態への変形機能を備えたマークII、防御・分析能力に特化したマークIII、そして遺作でありウェンディーヌが操縦したメガタガメセクシー（マークIV）と、改良を重ねる形で複数回にわたって同型機が登場している。
ガインガイン
巻之四十二、巻之四十三に登場。サーガインのクグツを模して造られたカラクリ巨人で、両腕を射出する弾丸パンチのほか、メガタガメ・マークIIIでの解析で得られたデータを元にしたカラクリボールシステムを搭載。これによって実体化した怒りの矢を武器に「暗黒究極奥義・厳流斬り」でハリケンジャーたちを苦しめるが、最終的にリボルバー天雷旋風神によって倒される。

### その他
炎の騎馬
劇場版から登場。成体となったマンマルバが乗りこなす専用バイク。バリサンダーを駆使するカブトライジャーと3度ぶつかり合った。
- 劇場版でのゴウライジャーとのバイクチェイスシーンのために用意された。デザインはマンマルバと同じくサソリをモチーフとしている。

ジャキュームガン
巻之四十九に登場。タウ・ザントが究極体に変貌するのに必要な人間の生体エネルギーを得るため、立候補したサタラクラに持たせたエネルギー吸引装置。魚をモチーフにした本体とチューブで繋がるエネルギータンクで構成される。
サタラクラはこれを使い、多くの人々から生体エネルギーを吸収したが、ハリケンジャーたちと交戦中にタウ・ザントによって本体を左腕に移植されてしまう。さらに止むを得なかったとはいえ、吸収したエネルギーで反撃に使ったためにタウ・ザントの怒りを買い、命を受けたサンダールによって、本体とタンクを切り離されてしまう。
- デザインは掃除機という要望に対し魚の骨をモチーフにアメリカントイ風のテイストを取り入れられている。

### 寄生要塞センティピード
ジャカンジャが本拠地としている移動要塞。外周に巻き付く巨大な百足はタウ・ザントの身体の一部であり、寺院のような建造物も複数散見される。ジャカンジャはこの要塞を宇宙船として使用し、アレを求めて数多くの星々を渡り歩いていた。地球の海底に根を下ろしてから、重力結界を張ったため、長い間その所在は発見されなかった。内部には、タウ・ザントと部下たちの謁見の間の他、サーガインのカラクリ巨人製造工場、道具の保管庫などが劇中で確認できる。また、ジャカンジャと手を組んでいたころのゴウライジャーは、タウ・ザントから与えられた飛行球体に乗り込んでここに出入りしていたが、巻之十九においてこの球体はチュウズーボの攻撃で破壊される。終盤でサンダールが持ち帰ったジャキュームガンのタンクに取り付けられた発信機によって場所を特定され、ハリケンジャーとゴウライジャーに乗り込まれるが、タウ・ザントが究極体へ変貌を遂げると同時に崩壊する。
- さとうはCGで制作する前提で下部が繋がっておらずそれぞれに回転するというデザインで描いていたが、特撮監督の佛田洋の要望によりミニチュアでの制作となり回転ギミックは廃されている[95]。

## 設定

### 地球忍者関連
疾風流
人知れず、忍風館で伝説の後継者・ハリケンジャーを目指して厳しい修業を続ける忍者集団。風のゆらぎの風神エネルギーを応用した忍術を得意とする。ライバル関係にある忍者集団・迅雷流とは、507年前から毎年御前試合の対抗戦を行っている。その最初の御前試合で勝利を納めたため、疾風流忍者は歴史の表舞台を歩んだと言われている。
507回目の迅雷流との御前試合の日だった巻之一で、朝礼の最中に襲来した宇宙忍群ジャカンジャの中忍・ケッカイ坊とタウ・ザントによって多くの疾風流忍者が封印され、消されていた。
忍風館
疾風流忍者の養成学校。和風の城型の校舎で、忍びの谷の奥地に存在し、疾風流忍者を育成していた。館長は日向無限斎。鷹介所属の空忍科、七海所属の水忍科、吼太所属の陸忍科の他にも、黒い忍びジャケットの火忍科、灰色の忍びジャケットの草忍科、おぼろがかつて所属していた特忍科などの学科が存在する。
谷全体は結界で覆われていたが、巻之一でジャカンジャの攻撃を受けて結界を破られた後、多くの疾風流忍者とともに消滅してしまった。
忍風館校歌も存在し、巻之二十七のラストで鷹介たちハリケンジャーの3人と、忍風館を中退した田井章一郎らが歌っていた。
- 忍者学校という設定はメインライターの宮下隼一が参加した段階で決定していたが、宮下は落ちこぼれという設定のハリケンジャーを生き生きと描くため第1話で壊滅するという展開にしたと述べている。

疾風流忍術研究室
おぼろが室長を務める研究所で、通称おぼろ研究所。忍びの谷の洞窟内にあるといわれている。おぼろはこの研究所でハリケンジャーに関する武器や忍術、シノビマシンなどを開発する。ジャカンジャが襲来し、忍風館が消滅した後にハリケンジャーたちの活動拠点となった。おぼろがここで使用しているパソコンには、具体的な原理は不明だが疾風流忍者をこの研究所へ緊急避難させるテレポート機能も備わっている（巻之一）。後に仲間となった霞兄弟やシュリケンジャー、覚羅も出入りするようになる。最終巻ではここで鷹介たち5人の合同卒業式も行われた。
- 内装は木造と漆喰を用いた日本家屋をイメージしており、一方でパソコンなどを配置することにより科学的な要素も加味している。

迅雷流
人知れず、迅雷義塾で厳しい修業を続ける忍者集団。空気中のイオンによる雷神エネルギーと、雷を応用した忍術を得意とする。疾風流忍者とは実力が互角で、507年前からの恒例行事である御前試合の対抗戦では、253勝253敗という成績を残しているが、1495年の最初の御前試合に負けたため、彼らは歴史の裏舞台を歩むこととなった。
疾風流とは時に対立しながら、時には協力しながら互いの流派を発展させていったが、伝説の覇者・ゴウライジャーの強大な力に恐れをなし、500年もの間封印してきた。
また巻之九での一鍬の話によると、自分たち霞兄弟が現れてから迅雷流忍者は、霞兄弟の天才的な力に心を奪われ、すさんでいったという。
疾風流と同様に、霞兄弟以外の迅雷流忍者がジャカンジャのケッカイ坊たちによって封印され、消滅してしまった。
迅雷義塾
迅雷流忍者の養成学校。忍風館同様に和風の城型の校舎で、迅雷の谷の奥深くに存在していた。劇中で確認できた学科は一甲所属の角忍科、一鍬所属の牙忍科のみである。
忍風館と同様にジャカンジャの襲撃によって消滅してしまった。

### アレ
ジャカンジャが探し求めてきた、本作品の重要な存在である忍者の最終究極奥義。
ジャカンジャ内部では既に周知の事実であったため、「アレ」の一言で事が通じたので終盤まで「アレ」とは巨大な力であるという以外説明が無く、名称もない。アレに関する情報は流星群の中に含まれている。
その正体は「邪悪なる意志」が潜む空間、厳密には惑星の死滅により発生するブラックホールだった。その規模は全宇宙を飲み込み、無に変えてしまう。
発生させる星の水のエネルギーと地球を腐らせることが必要不可欠で、その上で特定の条件を揃えることで発生する。
星を腐らせる以外の方法で発生させることも可能であり、一鬼は「我が子たちを殺し合わせ、片方が死ぬことで発生する」方法を選択するも一甲と一鍬が和解したことで失敗。タウ・ザントは怒りと嘆きの弓矢を水中に撃ち込むことで発生させることに成功。地球各地に甚大な被害をもたらすが、ブラックホール内に突入した旋風神ハリアーに怒りと嘆きの弓矢を撃ち込まれたことでアレは消滅した。
怒りの矢
アレを出現させる手がかりとされる、矢の形をした物体。惑星アストラムにてサンダールが入手していた。当初は封印の石に封じられていたが、サンダールはハリケンジャーたちの怒りの生体エネルギーを利用して解放する。通常はメダルに封じられており、カラクリボールと同様のプロセスで出現する。劇中では矢として以外にも、剣のような使い方をされており、ガインガインと旋風神が使用したが、そのパワーは使用する機体にも跳ね返ってくるため、暴走する危険もある。
嘆きの弓
怒りの矢と対をなす、弓の形をした物体。これを封じたメダルは闇石と呼ばれる。1000年ほど前に地球に飛来し、その研究によって地球の忍術、ひいては忍者が誕生したという。それから500年にもわたって闇石を巡る忍者同士の争いが起こり、覚羅が自らの体内に封印していた。これを用いて怒りの矢を水中（海）に放つことで、アレを発生させることが可能となる。劇中ではタウ・ザント究極体、旋風神ハリアーが使用。
邪悪なる意志
アレに潜み、ジャカンジャを陰で操っていた存在で、世界を創り変えるほどの力を持つ異次元のエネルギー体。全てを無にした後に自身が支配する世界を創造することを目的とし、そのために流星群によるメッセージを数回に渡って地球に送っていた。アレ発生後、アレ内部に突入したハリケンジャーの旋風神ハリアーを攻撃する。しかし、怒りと嘆きの弓矢を撃ち込まれて、アレが消滅した直後、タウ・ザントや暗黒七本槍を甦らせ、それに憑依して、ハリケンジャーとゴウライジャーと交戦。最終的には、タウ・ザントの姿になった際、ハリケンジャーとゴウライジャーの超忍法・五人影の舞、それに続いての五重連ビクトリーガジェットの一撃を喰らい、完全に消滅した。

## キャスト

### レギュラー・準レギュラー
ハリケンジャー、ゴウライジャーの5人の変身後はジャカンジャ文字で英字表記されている。
- 椎名鷹介 / ハリケンレッド - 塩谷瞬[注釈 62]
- 野乃七海 / ハリケンブルー - 長澤奈央[注釈 62]
- 尾藤吼太 / ハリケンイエロー - 山本康平[注釈 62]
- 霞一甲 / カブトライジャー - 白川裕二郎[注釈 62] （巻之五、巻之七 - 最終巻）[注釈 63]
- 霞一鍬 / クワガライジャー - 姜暢雄[注釈 62] （巻之五、巻之七 − 最終巻）[注釈 63]
- フラビージョ - 山本梓（巻之一 - 巻之四十四、巻之四十六 - 最終巻）
- ウェンディーヌ - 福澄美緒（巻之一 - 巻之四十四、巻之四十六 - 最終巻）
- サーガイン - 岡本美登（巻之一 - 巻之四十四、最終巻）
- 馳太 - てるやひろし（巻之二 - 巻之四、巻之七、巻之十三、巻之二十六、巻之三十、巻之四十九 - 最終巻）
- 覚羅 - 三輪ひとみ（巻之四十四 - 巻之五十）
- 日向無限斎 / ハムスター館長の声 - 西田健
- 日向おぼろ - 高田聖子

#### 声の出演
- シュリケンジャー[注釈 64] - 松野太紀（巻之二十一 - 巻之五十）
- 首領タウ・ザント - 梁田清之（巻之一 - 巻之四十四、巻之四十六 - 最終巻）
- チュウズーボ - 郷里大輔（巻之一 - 巻之十九、最終巻）
- マンマルバ - 今村卓博（巻之一 - 巻之十八、巻之二十 - 巻之三十七、最終巻）
- サタラクラ - 島田敏（巻之二十一 - 巻之四十四、巻之四十六 - 巻之四十九、最終巻）
- サンダール - 池田秀一（巻之三十九 - 最終巻）
- マゲラッパ - 塩野勝美、大村亨、穴井勇輝
- ナレーター / 風雷丸、御前様（43）[112] - 宮田浩徳

### ゲスト出演者
- 九十九かなえ - 川俣しのぶ（巻之二、巻之十三、巻之三十三、巻之四十九 - 最終巻）
- 八木 - 杉作J太郎（巻之三）
- 尾藤鳴子 - 桂亜沙美（巻之四、巻之四十一、最終巻）[注釈 65]
- 梨花 - 鉢嶺七奈（巻之十一）
- 梨花の母親 - 中上ちか（巻之十一）
- 医師 - 三田寛之（巻之十一）
- 岡ユリコ - 秋田きよ美（巻之十二）
- 中田店長 - 小林すすむ（巻之十三）
- 麗子 - 堤あきこ（巻之十三）
- チビ鷹介 - 高尾奏之介（巻之十四）
- 霞一鬼[注釈 66] - 団時朗（巻之十五 - 巻之十八、巻之三十八）
- 教授 - 児玉頼信（巻之十五）
- 助手 - 太刀川健介（巻之十五）
- 茜 - 小林朝美（巻之十六 - 巻之十八）
- 正平 - 須賀健太（巻之十六 - 巻之十八）
- 霞一鍬（幼少期）- 土屋シオン（巻之十八、巻之三十八）[注釈 67]
- 尾藤あやめ - 戸田比呂子（巻之二十五）
- AD - 少路勇介（巻之二十六）
- 田井章一郎 - 脇知弘（巻之二十七）
- 田井メグ - 松坂紗良（巻之二十七）
- ニュースキャスター - 三野友華子（巻之三十一 - 巻之三十三）
- 高梨医師 - 井上高志（巻之三十二）
- 覚羅の父 - 岡本美登（巻之四十七）
- 家臣 - 甲斐道夫（巻之四十七）
- 幼少の覚羅 - 高田彩香（巻之四十七）
- キャスター - 隈部洋平（巻之四十八）、島田敏（巻之五十）

#### シュリケンジャーゲスト
括弧内は過去の出演作品。
- 柿生太郎 - 大柴邦彦（『電磁戦隊メガレンジャー』）（巻之二十三）
- 鼓六平 - 西岡竜一朗（『救急戦隊ゴーゴーファイブ』）（巻之二十四、最終巻）[注釈 65]
- 三崎和也 - 松風雅也（『電磁戦隊メガレンジャー』）（巻之二十六、最終巻）[注釈 65]
- 羅門勇作 - 藤敏也（『地球戦隊ファイブマン』）（巻之二十八）
- 橋本善成 - 増島愛浩（『激走戦隊カーレンジャー』）（巻之三十四、最終巻）[注釈 65]
- 滑川数馬 - 岸祐二（『激走戦隊カーレンジャー』）（巻之三十五、最終巻）[注釈 65]
- 坂木鉄平 - 和泉宗兵（『未来戦隊タイムレンジャー』）（巻之三十九）
- 浜田三平（釣り人）[注釈 68] - 能見達也（『五星戦隊ダイレンジャー』）（巻之四十二、最終巻）[注釈 65]
- 菊池丈[注釈 69] - 宍戸勝（『超力戦隊オーレンジャー』）（巻之四十四、最終巻）[注釈 65]
- 烈堂 - 大葉健二[注釈 70]（『バトルフィーバーJ』、『電子戦隊デンジマン』）（巻之四十五）

### スーツアクター
従来ヒーロー側を担当していた蜂須賀祐一は、ハリケンブルーのアクションと並行して本作品で初めてレギュラー悪役を担当した。
- ハリケンレッド[出典 54]、轟雷神[114] - 福沢博文
- ハリケンブルー[出典 55]、偽ハリケンブルー[117] - 小野友紀
- ハリケンイエロー[出典 56]、サタラクラ[120]、偽ハリケンイエロー[117] - 竹内康博
- カブトライジャー[出典 57]、旋風神[124] - 日下秀昭
- クワガライジャー[125][31]、メガタガメハリヤー[120]、メガタガメMk-III[126]、バドーギ[126]、メガタガメセクシー[117]、霞一鍬吹き替え[117] - 今井靖彦
- シュリケンジャー[33][127]、天空神[124]、御前様（43）[112]、モグドラゴ[128]、シラーンス[128]、ガマジャクシ[129]、オクト入道[130]、キリキリマイ師[131]、キリキリガイ師[131]、黒子ロボ[129]、ファングール[120]、下忍マゲラッパ[132] - 三村幸司
- 二の槍チュウズーボ[133][99]、三の槍マンマルバ成体[133][99]、七の槍サンダール[99]、ハリケンブルー（アクション）[99] - 蜂須賀祐一
- 六の槍サタラクラ[134] - 魁将馬
- 黒子ロボ[128]、下忍マゲラッパ[120] - 石垣広文
- 黒子ロボ[128]、ジシャックモ[135]、ハナサッカ導士[128]、クッツク法師[129]、カンガルーレット[124]、ジンギローン[124]、バンパ・イヤーン[136]、チューピッド[136]、ファングール[120]、ファンゲロス[137]、ジュクキノコ[137]、ムササビスタル[137]、ゴムビローン[138]、フショクルーガ[138]、ツッコ・ミーナ[126]、デザーギ[126]、マドーギ[126]、ジャイアントムササビスタル[117]、メガタガメセクシー[117]、再生タウ・ザント究極体[132]、再生チュウズーボ[132]、下忍マゲラッパ[132] - 村岡弘之
- フラビジェンヌ[115]、フラビジェンヌロボ[117]、偽ハリケンブルー[117]、野乃七海吹き替え[132]、御前様吹き替え[117]、下忍マゲラッパ[139] - 神尾直子
- ウナダイゴ[136]、偽ハリケンレッド[117] - 佐藤賢一
- クリソッツ坊[128]、ヒゲナマ頭巾[130]、ジュクキノコ[137]、バドーギ[138]、偽ハリケンイエロー[117]、下忍マゲラッパ[120] - 藤榮史哉
- 再生マンマルバ[132]、黒子ロボ[117]、下忍マゲラッパ[132] - 大林勝
- 偽ハリケンレッド[117] - 岡元次郎
- 偽シュリケンジャー[117] - 葉都英樹
- 下忍マゲラッパ - 平井雅高[120]、渡辺淳[120]、水谷健[126]、樫原貴博[126]、大西修[132]
- 下忍マゲラッパ（最終巻・宇宙忍者ファイル） - 宇都宮孝明[140]

## スタッフ
メイン監督は戦隊シリーズでは初パイロットとなる渡辺勝也が担当。パイロットのみならず、劇場版や最終巻などの主要回の演出を全て務め上げた。渡辺は自身が起用された理由について、自身が『仮面の忍者 赤影』を愛好していることを東映に知られていたためであったと述べている。雑誌インタビューによると渡辺は本来、次作『爆竜戦隊アバレンジャー』のパイロットも依頼されていたものの、本作品の最終回を演出したいと強く希望したため、前述の依頼を蹴ってまで最後まで本作品に携わったという。また小中肇が1シリーズぶりに参加したり、戦隊で初参加となる橋本一、大井利夫がメガホンを執るなどバラエティに富んだ演出陣となっている。
メタルヒーローシリーズでメイン実績のある宮下隼一が、戦隊シリーズでは初めてメインライターで起用された。その他、前作より引き続き参加の酒井直行、シリーズには久々の参加となる荒川稔久、本作品より新たに参加した前川淳、吉田伸らが脇を固めた。
デザインワーク面では、前作よりサブデザイナーとして参加し、アニメ作品で実績のあったさとうけいいちがメインデザイナーに起用された。ジャカンジャ側のデザインのみならずプロップ類やセットデザイン、ジャカンジャが用いる「宇虫文字」にいたるまでマーチャン関連を除いたデザイン全般を一手に手がけていた。
- プロデューサー - 松田佐栄子（テレビ朝日）、日笠淳・塚田英明（東映）、矢田晃一（東映エージエンシー）
- 原作 - 八手三郎
- 連載 - テレビマガジン、てれびくん
- 脚本 - 宮下隼一、酒井直行、前川淳、荒川稔久、吉田伸
- 音楽 - 三宅一徳
- アクション監督 - 竹田道弘（ジャパンアクションクラブ）、新堀和男（レッドアクションクラブ）
- 撮影 - 菊池亘、上赤寿一、大沢信吾
  - 撮影助手 - 大場弘司、佐藤真之、関根浩、澤井貴善、小森美佳、星山裕紀
- 照明 - 竹田勝三、高橋道夫、中川勇雄、高橋弘、小野幹雄
  - 照明助手 - 森野茂樹、柴田守、本田純一、東海林毅、山本辰雄、稲嶺司、吉田政次郎、佐藤俊介、建部孝一、真崎良人、杉山栄、小林卓実、大野浩伸
- 美術 - 山下宏
  - 美術助手 - 長谷川真弘
- 編集 - 須永弘志、阿部嘉之、洲崎千恵子
  - 編集助手 - 今村章男、佐藤連、岡部由紀子、水野晴美、村木恵里、倉林若菜
- 記録 - たなかなつき、坂本希代子、森みどり、國米美子、渋谷康子、斎藤能子
- 計測 - 相葉実、佐々木伸敏
- 助監督 - 中沢祥次郎、竹本昇、加藤弘之、近藤孔明、福島宏介、塩川純平、冨田卓、荒川史絵、中田博之、佐古純一郎、池田元気
- 進行主任 - 谷口正洋、納田長武、富田幸弘
- 進行助手 - 式守修、武中康裕、姜東睦
- 録音 - 谷山謙二、渡辺典夫
- 音響効果 - 阿部作二（大泉音映）
- 選曲 - 宮葉勝行
- MAオペレーター - 錦織真里
- 装飾 - 山口康孝、澤史江、山中忍、菱沼廣士（装美社）、高津装飾美術
- 装置 - 紀和美建
- 操演 - 船越幹雄、寺門勇
- カースタント - タケシレーシング
- 美粧 - 小林裕恵、結城明（サン・メイク）
- 衣裳 - 星野裕美、宮本友紀子（東京衣裳）
- キャラクターデザイン - さとうけいいち
- 企画協力 - 企画者104
- デザイン協力 - プレックス
- 資料担当 - 葛西おと
- 造型 - 前澤範、蟻川昌宏、山本誠一、浅野桂（レインボー造型企画）
- デジタル合成 - 柳原嘉宣、豊直康、上田茂（日本映像クリエイティブ）、道木伸隆（マリンポスト）、越智裕司、吉岡直生、照井一宏
- モニターグラフィックス - 小林真吾
- 特撮研究所
  - 特撮スーパーバイザー - 高橋政千
  - 撮影 - 中根伸治、鈴木啓造、藤波良平
  - 照明 - 安藤和也、池尾利夫、植田力哉、泉谷しげる
  - 操演 - 鈴木昶、横井豊、花谷充泰
  - モーションコントルロール - 中山亨
  - 美術 - 松浦芳、梶政幸、山崎功嗣
  - デジタルエフェクト - 尾上克郎
  - シノビマシンCG - 捻橋尚文、瀬川信康（Motor／lleZ）
  - デジタル合成 - 足立亨
  - デジタルマット - 江場左知子
- 装飾協力(小道具提供) - アキレス
- 技術協力 - 東映化学TOVIC→東映ラボ・テック
- デジタル画像処理コーディネーター - 大元克巳(東映化学デジタルテック)
- EED - 田中泰晴
- プロデューサー補 - 宇都宮孝明
- 番組デスク - 西口なおみ
- 広報 - 飯田爽、小出わかな（テレビ朝日）
- 制作デスク - 荒井成介
- 制作担当 - 岩永恭一郎
- 制作協力 - 東映テレビ・プロダクション
- 特撮監督 - 佛田洋
- 監督 - 渡辺勝也、諸田敏、小中肇、橋本一、竹本昇、大井利夫、舞原賢三、中澤祥次郎
- 制作 - テレビ朝日、東映、東映エージエンシー

## 音楽
前作まで日本コロムビアの音楽ディレクターとして戦隊シリーズと同時期の仮面ライダーシリーズを担当していた本地大輔が引き続きライダーシリーズの楽曲を担当するのに伴いエイベックスに移籍。新たに八木仁が戦隊担当音楽ディレクターに就任した。音楽担当の三宅一徳の起用は、本地の推薦による。
本作品の主題歌は、八木の就任前に前山寛邦によりコンペ形式を初めて導入した。
八木はかつてコロムビアが子供向けサントラとして発売していた「アクションサウンド」を意識し、戦隊メンバーや悪役を演じる役者陣によるミニドラマをサントラの曲間に挿入したり、歌詞カードもライナーノーツを極力廃しビジュアルを重視するなど、子供に親しみやすいサントラ作りを心がけた。
またソングコレクションの作家陣も大幅に刷新、歌手では高取ヒデアキ、遠藤正明らが新たに参加、作曲家では池毅が復帰するなど新旧取り混ぜた布陣となった。サントラは前年比の約3倍、主題歌シングルは約2倍のセールス増となった。
また前作と同様「てれびくん」誌上のふろくCDによるオリジナルドラマが制作され、さらにコロちゃんパックでその続編がリリースされるという形式がとられた。
主題歌
オープニングテーマ「ハリケンジャー参上!」
作詞：及川眠子 / 作曲・編曲：池毅 / 歌：高取ヒデアキ
巻之二十四よりゴウライジャーのキャスト紹介が追加された他、暗黒七本槍の推移に合わせた映像変更が繰り返されている。
作詞にはWinkの楽曲や『新世紀エヴァンゲリオン』の主題歌を担当した及川が初めて特撮主題歌を手掛けた。3段階構成のサビは池が当時嵌っていた歌舞伎の「様式美」にヒントを得たという。
ボーカルの高取が「高取ヒデアキ」名義で歌うのは『しあわせソウのオコジョさん』に続き2作目。また、歌詞にある「忍者じゃん」は当初は「忍者じゃ」であったが、池のアイデアで「忍者じゃん」になったことを高取が後年語っている。
- サビの「シュシュッと参上」というフレーズは、サブプロデューサーの塚田英明が考案したものである。

エンディングテーマ「いま 風のなかで」
作詞・作曲：高取ヒデアキ / 編曲：籠島裕昌 / 歌：影山ヒロノブ
曲間にはその回における鷹介、七海、吼太の活躍シーンが挿入されていたが、巻之十五からその回のハイライトシーンに変更された。
最終巻はスーパー戦隊シリーズとしては初めてオープニングなしで本編に突入し、EDには「ハリケンジャー参上!」が使用された。また、本作品放送中の8月、関東地区での再放送の際にOPは通常のもので、エンディングはBGMを使用して締めくくっている。
- 元々は塚田によるコンペ用の仮詞に高取が曲をつけたもので、高取は当初自分が歌う予定で本曲を制作していた。『アニぱら音楽館』では高取と影山のデュオで同曲を歌っている。

挿入歌
「忍風館校歌」（巻之二十七）
作詞：八手三郎 / 作曲・編曲：池毅 / 歌：忍風館歌忍隊
「風よ、水よ、大地よ、」（巻之十三、十九、最終巻）
作詞・作曲：高取ヒデアキ / 編曲：加藤稔二 / 歌：高取ヒデアキ
巻之十九ではインストゥルメンタル版と併用され、巻之十六、十八ではインストゥルメンタル版のみが使用された。
「旋風神、推参!」（巻之三、六、十一、四十六）
作詞：八手三郎 / 作曲・編曲：三宅一徳 / 歌：TOMONARI
巻之六ではインストゥルメンタル版と併用され、巻之八、十六ではインストゥルメンタル版のみが使用された。
「忍び恋」（巻之三十）
作詞：八手三郎 / 作曲・編曲：池毅 / 歌：野乃七海（長澤奈央）
劇中歌として複数回使用された。
- 八木は、撮影に必要なため主題歌よりも制作が先行していたことを証言している。

「くのいちイチイチ宇宙一」
作詞：斎藤謙策 / 作曲・編曲：ジャック・伝ヨール / 歌：ウェンディーヌ（福澄美緒）・フラビージョ（山本梓）
巻之三十四の次回予告BGMとして使用された。
「ゴウライジャー 〜今、ふりかえるとき〜」（巻之二十四、二十六）
作詞：宮下隼一 / 作曲・編曲：三宅一徳 / 歌：遠藤正明
「WIND & THUNDER」（巻之十九、二十八）
作詞：桑原永江 / 作曲・編曲：三宅一徳 / 歌：串田アキラ
巻之三十三、三十八ではインストゥルメンタル版が使用された。
「ハリケン音頭」
作詞：八手三郎 / 作曲・編曲：池毅 / 歌：朝川ひろこ
「Hi-Dee-Hoo! シュリケンジャー」（巻之二十三、三十三）
作詞：藤林聖子 / 作曲・編曲：三宅一徳 / 歌：高取ヒデアキ
巻之二十二、二十七、四十二、四十五ではインストゥルメンタル版が使用された。
「幸せSHAKING HANDS」（巻之三十）
作詞：荒川稔久 / 作曲・編曲：池毅 / 歌：ビジョッ娘7（長澤奈央・山本梓）
最終巻のEDでは、七海がライブ会場でアカペラで歌っていた。
「Over Drive」（巻之三）
作詞:YUKI / 作曲 TAKUYA / 歌:野乃七海（長澤奈央）
劇中のオーディションのシーンで七海がカバーしていた。

## 放送日程
全編通して、放送回のカウントは「巻之（漢数字の話数）」で統一。サブタイトルも最終話を除き、いずれも「○○と××」というフォーマットが採られている。
| 放送日         | 放送回     | サブタイトル   | 登場怪人                                                                                                   | 宇宙忍者ファイル                                      | 脚本     | アクション監督 | 監督       |
| -------------- | ---------- | -------------- | --- | ----------------------------------------------------- | -------- | -------------- | ---------- |
| 2002年02月17日 | 巻之一     | 風とニンジャ   | - 宇宙忍：結界忍者ケッカイ坊（声 - 田中完）                                                                | - 宇宙忍：結界忍者ケッカイ坊（声 - 田中完）           | 宮下隼一 | 竹田道弘       | 渡辺勝也   |
| 2月24日        | 巻之二     | 巨人とカラクリ | - クグツ忍：磁石忍者ジシャックモ（声 - 細井治）                                                            | - クグツ忍：磁石忍者ジシャックモ（声 - 細井治）       | 宮下隼一 | 竹田道弘       | 渡辺勝也   |
| 3月03日        | 巻之三     | ニセモノと60秒 | - 宇宙忍：コピー忍者クリソッツ坊（声 - 山岸功）                                                            | - 宇宙忍：コピー忍者クリソッツ坊（声 - 山岸功）       | 宮下隼一 | 竹田道弘       | 諸田敏     |
| 3月10日        | 巻之四     | トンネルと兄妹 | - クグツ忍：穴掘り忍者モグドラゴ（声 - 伊藤健太郎）                                                        | - クグツ忍：穴掘り忍者モグドラゴ（声 - 伊藤健太郎）   | 宮下隼一 | 竹田道弘       | 諸田敏     |
| 3月17日        | 巻之五     | 館長とお風呂   | - 宇宙忍：毒花忍者ハナサッカ導士（声 - 坪井智浩）                                                          | - 宇宙忍：毒花忍者ハナサッカ導士（声 - 坪井智浩）     | 酒井直行 | 竹田道弘       | 小中肇     |
| 3月24日        | 巻之六     | ハサミとくノ一 | - クグツ忍：縁切り忍者シラーンス（声 - 川津泰彦）                                                          | - クグツ忍：縁切り忍者シラーンス（声 - 川津泰彦）     | 酒井直行 | 竹田道弘       | 小中肇     |
| 3月31日        | 巻之七     | 雷とニンジャ   | - 宇宙忍：次元忍者フタブタ坊（声 - 桜井敏治）                                                              | - 宇宙忍：次元忍者フタブタ坊（声 - 桜井敏治）         | 宮下隼一 | 竹田道弘       | 渡辺勝也   |
| 4月07日        | 巻之八     | 疾風と迅雷     | - クグツ忍：水喰い忍者ガマジャクシ（声 - 青空球児）                                                        | - クグツ忍：水喰い忍者ガマジャクシ（声 - 青空球児）   | 宮下隼一 | 竹田道弘       | 渡辺勝也   |
| 4月14日        | 巻之九     | 雷兄弟と砂時計 | - 宇宙忍：繁殖忍者クッツク法師（声 - 多田野曜平）                                                          | - 宇宙忍：繁殖忍者クッツク法師（声 - 多田野曜平）     | 前川淳   | 竹田道弘       | 諸田敏     |
| 4月21日        | 巻之十     | 雷神と滅びの谷 | - | 五の槍サーガイン                                      | 酒井直行 | 竹田道弘       | 諸田敏     |
| 4月28日        | 巻之十一   | 夢喰いと再出発 | - 宇宙忍：悪夢忍者ユメバクー師（声 - 田中亮一）                                                            | - 宇宙忍：悪夢忍者ユメバクー師（声 - 田中亮一）       | 宮下隼一 | 竹田道弘       | 橋本一     |
| 5月05日        | 巻之十二   | テッコツと父娘 | - クグツ忍：メタル忍者テッコツメーバ（声 - 今村直樹）                                                      | - クグツ忍：メタル忍者テッコツメーバ（声 - 今村直樹） | 荒川稔久 | 竹田道弘       | 橋本一     |
| 5月12日        | 巻之十三   | ヒゲと婚約指輪 | - 宇宙忍：ダンシング忍者ヒゲナマ頭巾（声 - 堀本等）                                                        | - 宇宙忍：ダンシング忍者ヒゲナマ頭巾（声 - 堀本等）   | 前川淳   | 竹田道弘       | 小中肇     |
| 5月19日        | 巻之十四   | 泣き虫とあめ玉 | - 宇宙忍：バックトゥ忍者オクト入道（声 - 園部啓一）                                                        | - 宇宙忍：バックトゥ忍者オクト入道（声 - 園部啓一）   | 酒井直行 | 竹田道弘       | 小中肇     |
| 5月26日        | 巻之十五   | タガメと争奪戦 | - カラクリ巨人メガタガメ（スーツアクター - 今井靖彦）                                                      | - カラクリ巨人メガタガメ（スーツアクター - 今井靖彦） | 荒川稔久 | 竹田道弘       | 渡辺勝也   |
| 6月02日        | 巻之十六   | 霧と予言装置   | - 宇宙忍：霧吐き忍者キリキリマイ師（声 - 柴本浩行）                                                        | - 宇宙忍：霧吐き忍者キリキリマイ師（声 - 柴本浩行）   | 宮下隼一 | 竹田道弘       | 渡辺勝也   |
| 6月09日        | 巻之十七   | 暗闇と死闘の島 | - 宇宙忍：島忍者ギリギリガイ師（声 - 河合義雄）                                                            | - 宇宙忍：島忍者ギリギリガイ師                        | 宮下隼一 | 竹田道弘       | 諸田敏     |
| 6月23日        | 巻之十八   | 父と兄弟の絆   | - 宇宙忍：島忍者ギリギリガイ師（声 - 河合義雄）                                                            | - 三の槍マンマルバ                                    | 宮下隼一 | 竹田道弘       | 諸田敏     |
| 6月30日        | 巻之十九   | 大箱と風雷巨人 | - 二の槍チュウズーボ                                                                                       | - 二の槍チュウズーボ                                  | 前川淳   | 竹田道弘       | 竹本昇     |
| 7月07日        | 巻之二十   | パンチと好敵手 | - クグツ忍：災厄忍者カンガルーレット（声 - 坂東尚樹）                                                      | - クグツ忍：災厄忍者カンガルーレット（声 - 坂東尚樹） | 酒井直行 | 竹田道弘       | 竹本昇     |
| 7月14日        | 巻之二十一 | 仮面とナゾナゾ | - 仮面忍：蜃気楼忍者ジン・ギローン（声 - 鈴木清信）                                                        | - 仮面忍：蜃気楼忍者ジン・ギローン                    | 荒川稔久 | 竹田道弘       | 諸田敏     |
| 7月21日        | 巻之二十二 | 翼とニンジャ   | - 仮面忍：蜃気楼忍者ジン・ギローン（声 - 鈴木清信）                                                        | - 六の槍サタラクラ                                    | 荒川稔久 | 竹田道弘       | 諸田敏     |
| 7月28日        | 巻之二十三 | コロンと名探偵 | - 仮面忍：香水忍者キラ・コローネ（声 - 西川宏美）                                                          | - 仮面忍：香水忍者キラ・コローネ（声 - 西川宏美）     | 宮下隼一 | 竹田道弘       | 大井利夫   |
| 8月04日        | 巻之二十四 | タイコと稲妻   | - クグツ忍：雷忍者ウナダイゴ（声 - 遠近孝一）                                                              | - クグツ忍：雷忍者ウナダイゴ（声 - 遠近孝一）         | 宮下隼一 | 竹田道弘       | 大井利夫   |
| 8月11日        | 巻之二十五 | オバケと女学生 | - 仮面忍：復活忍者バンパ・イヤーン（声 - 真殿光昭） - 再生中忍                                             | - 仮面忍：復活忍者バンパ・イヤーン                    | 荒川稔久 | 新堀和男       | 竹本昇     |
| 8月18日        | 巻之二十六 | 弓矢と海水浴   | - クグツ忍：恋煩い忍者チューピッド（声 - 緒方文興）                                                        | - クグツ忍：恋煩い忍者チューピッド（声 - 緒方文興）   | 前川淳   | 新堀和男       | 竹本昇     |
| 8月25日        | 巻之二十七 | 串焼きと無重力 | - 仮面忍：重力忍者オモ・カル（声 - 宇垣秀成）                                                              | - 仮面忍：重力忍者オモ・カル（声 - 宇垣秀成）         | 酒井直行 | 竹田道弘       | 諸田敏     |
| 9月01日        | 巻之二十八 | ハリアーと逆襲 | - カラクリ巨人メガタガメMk-II                                                                              | - カラクリ巨人メガタガメMk-II                         | 宮下隼一 | 竹田道弘       | 諸田敏     |
| 9月08日        | 巻之二十九 | 残暑とスタンプ | - 仮面忍：残暑忍者ベロ・タン（声 - 平野正人）                                                              | - 仮面忍：残暑忍者ベロ・タン（声 - 平野正人）         | 吉田伸   | 竹田道弘       | 渡辺勝也   |
| 9月15日        | 巻之三十   | アイドルと友情 | - クグツ忍：美少女忍者フラビジェンヌ（声 - 篠原恵美）                                                      | - クグツ忍：美少女忍者フラビジェンヌ（声 - 篠原恵美） | 荒川稔久 | 竹田道弘       | 渡辺勝也   |
| 9月22日        | 巻之三十一 | 流星と三匹の狼 | - 忍狼獣ファングール - 序（声 - 穴井勇輝） - 破（声 - 大村亨） - 急（声 - 塩野勝美）                       | - 忍狼獣ファングール                                  | 宮下隼一 | 竹田道弘       | 大井利夫   |
| 9月29日        | 巻之三十二 | 死神と最終奥義 | - 忍狼獣ファングール - 合身巨獣ファンゲロス（声 - 穴井勇輝、大村亨、塩野勝美）                             | - 合身巨獣ファンゲロス                                | 宮下隼一 | 竹田道弘       | 大井利夫   |
| 10月06日       | 巻之三十三 | マンモスと6人  | - 合身巨獣ファンゲロス - 三の槍マンマルバ(成体)                                                            | - 三の槍マンマルバ(成体)                              | 前川淳   | 竹田道弘       | 諸田敏     |
| 10月13日       | 巻之三十四 | キノコと100点  | - クグツ忍：洗脳忍者ジュクキノコ（声 - 志賀克也） - 巨大ウェンディーヌ                                     | - クグツ忍：洗脳忍者ジュクキノコ                      | 前川淳   | 竹田道弘       | 諸田敏     |
| 10月20日       | 巻之三十五 | キラリと三味線 | - クグツ忍：滑空忍者ムササビスタル（声 - 岡本美登）                                                        | - クグツ忍：滑空忍者ムササビスタル（声 - 岡本美登）   | 宮下隼一 | 竹田道弘       | 渡辺勝也   |
| 10月27日       | 巻之三十六 | リングと復讐   | - マンマルバ（クローン） - マンマルバ暴走体                                                                | - 四の槍ウェンディーヌ                                | 荒川稔久 | 竹田道弘       | 渡辺勝也   |
| 11月03日       | 巻之三十七 | 三の槍と大脱出 | - マンマルバ（クローン） - マンマルバ暴走体                                                                | - マンマルバ暴走体                                    | 荒川稔久 | 竹田道弘       | 小中肇     |
| 11月10日       | 巻之三十八 | 魔剣とふうせん | - 仮面忍：風船忍者ゴムビ・ローン（声 - 長嶝高士）                                                          | - 仮面忍：風船忍者ゴムビ・ローン（声 - 長嶝高士）     | 吉田伸   | 竹田道弘       | 小中肇     |
| 11月17日       | 巻之三十九 | 七の槍と謎の石 | - クグツ忍：腐食忍者フショクルーガ（声 - 鈴木正和）                                                        | - クグツ忍：腐食忍者フショクルーガ（声 - 鈴木正和）   | 宮下隼一 | 竹田道弘       | 舞原賢三   |
| 11月24日       | 巻之四十   | オトリと忍の掟 | - 腐食忍者フショクルーガ - 扇忍獣：凶扇獣バドーギ                                                          | - 扇忍獣：凶扇獣バドーギ                              | 宮下隼一 | 竹田道弘       | 舞原賢三   |
| 12月01日       | 巻之四十一 | メダルと漫才   | - 仮面忍：漫才忍者ツッコ・ミーナ（声 - 村岡弘之）                                                          | - 仮面忍：漫才忍者ツッコ・ミーナ（声 - 村岡弘之）     | 酒井直行 | 竹田道弘       | 渡辺勝也   |
| 12月08日       | 巻之四十二 | 鎧と怒りの矢   | - カラクリ巨人メガタガメMk-III - カラクリ巨人ガインガイン                                                  | - カラクリ巨人メガタガメMk-III                        | 前川淳   | 竹田道弘       | 渡辺勝也   |
| 12月15日       | 巻之四十三 | 超合体と大激突 | - カラクリ巨人ガインガイン - 五の槍サーガイン                                                              | - カラクリ巨人ガインガイン                            | 宮下隼一 | 竹田道弘       | 竹本昇     |
| 12月22日       | 巻之四十四 | 御前様と凶扇獣 | - 扇忍獣 - 凶扇獣バドーギ - 災扇獣デザーギ                                                                 | - 凶扇獣バドーギ - 災扇獣デザーギ                     | 宮下隼一 | 竹田道弘       | 竹本昇     |
| 12月29日       | 巻之四十五 | 隠れ家と大掃除 | - 扇忍獣：呪扇獣マドーギ（声 - 疋田由香里）                                                                | - 扇忍獣：呪扇獣マドーギ（声 - 疋田由香里）           | 前川淳   | 竹田道弘       | 中澤祥次郎 |
| 2003年01月05日 | 巻之四十六 | おせちと三巨人 | - カラクリ巨人メガタガメセクシー - カラクリ巨人フラビジェンヌロボ - カラクリ巨人ジャイアントムササビスタル | - カラクリ巨人メガタガメセクシー                      | 前川淳   | 竹田道弘       | 中澤祥次郎 |
| 1月12日        | 巻之四十七 | 封印と宇宙統一 | - 災扇獣デザーギ                                                                                           | - 一の槍フラビージョ                                  | 吉田伸   | 竹田道弘       | 諸田敏     |
| 1月19日        | 巻之四十八 | 罠と永遠の命   | - 呪扇獣マドーギ - 偽ハリケンジャー - 偽ゴウライジャー - 偽シュリケンジャー                                | - 七の槍サンダール                                    | 吉田伸   | 竹田道弘       | 諸田敏     |
| 1月26日        | 巻之四十九 | 使命と天空忍者 | - 巨大サタラクラ                                                                                           | - 首領タウ・ザント                                    | 宮下隼一 | 竹田道弘       | 渡辺勝也   |
| 2月02日        | 巻之五十   | 暗黒と新世界   | - タウ・ザント究極体 - 巨大サンダール                                                                      | - タウ・ザント究極体                                  | 宮下隼一 | 竹田道弘       | 渡辺勝也   |
| 2月09日        | 最終巻     | 風と水と大地   | - 邪悪なる意志（声 - 加藤精三） - 再生タウ・ザント究極体 - 再生暗黒七本槍                                  | - 下忍マゲラッパ                                      | 宮下隼一 | 竹田道弘       | 渡辺勝也   |

## 放映ネット局
| 対象地域       | 放送局           | 備考              |
| -------------- | ---------------- | ----------------- |
| 関東広域圏     | テレビ朝日       | キーステーション  |
| 北海道         | 北海道テレビ     |                   |
| 青森県         | 青森朝日放送     |                   |
| 岩手県         | 岩手朝日テレビ   |                   |
| 宮城県         | 東日本放送       |                   |
| 秋田県         | 秋田朝日放送     |                   |
| 山形県         | 山形テレビ       |                   |
| 福島県         | 福島放送         |                   |
| 新潟県         | 新潟テレビ21     |                   |
| 富山県         | 北日本放送       | 日本テレビ系列局  |
| 石川県         | 北陸朝日放送     |                   |
| 福井県         | 福井テレビ       | フジテレビ系列局  |
| 山梨県         | 山梨放送         | 日本テレビ系列局  |
| 長野県         | 長野朝日放送     |                   |
| 静岡県         | 静岡朝日テレビ   |                   |
| 中京広域圏     | 名古屋テレビ     |                   |
| 近畿広域圏     | 朝日放送         | 現 朝日放送テレビ |
| 鳥取県・島根県 | 山陰中央テレビ   | フジテレビ系列局  |
| 広島県         | 広島ホームテレビ |                   |
| 山口県         | 山口朝日放送     |                   |
| 徳島県         | 四国放送         | 日本テレビ系列局  |
| 香川県・岡山県 | 瀬戸内海放送     |                   |
| 愛媛県         | 愛媛朝日テレビ   |                   |
| 高知県         | テレビ高知       | TBS系列局         |
| 福岡県         | 九州朝日放送     |                   |
| 長崎県         | 長崎文化放送     |                   |
| 熊本県         | 熊本朝日放送     |                   |
| 大分県         | 大分朝日放送     |                   |
| 宮崎県         | 宮崎放送         | TBS系列局         |
| 鹿児島県       | 鹿児島放送       |                   |
| 沖縄県         | 琉球朝日放送     |                   |

## 他媒体展開

### 映像ソフト化
いずれも発売元は東映ビデオ。
- ビデオ（VHS、セル、レンタル共通）は2003年1月から12月にかけて全12巻（各巻4話（10 - 12巻のみ5話）収録）がリリースされた他、テレビシリーズの再編集版が「ヒーロークラブ」より全3巻リリースされている。
- DVDはセルが2002年12月7日から2003年11月21日にかけてリリース、レンタルは2002年10月11日より開始。いずれも全12巻（各巻4話（10 - 12巻のみ5話）収録。この他にも後述の『10 YEARS AFTER』と連動した企画として、テレビシリーズ全51話の名場面ダイジェスト集や、レギュラー・ゲストキャラクターの映像を70分に再構成した「忍風戦隊ハリケンジャー メモリアル」が、2013年7月12日にリリースされた。

### 他テレビシリーズ
『海賊戦隊ゴーカイジャー』
テレビシリーズ第25・26話にハリケンジャー（変身前も含む）の3人、サンダールとサタラクラを基にしたサンダールJr.とサタラクラJr.に下忍マゲラッパが、それ以降にハリケンジャーの大いなる力として風雷丸が登場。
『非公認戦隊アキバレンジャー シーズン痛』
テレビシリーズ第7話にゲストとして登場。
『獣電戦隊キョウリュウジャー』
テレビシリーズ第24話にて、EDダンスの視聴者投稿企画にハリケンジャーを演じた3人が登場（「シュシュっと忍者」さん名義）。
『手裏剣戦隊ニンニンジャー』
テレビシリーズ第7話に鷹介、第43話にシュリケンジャーがそれぞれ登場。

### 映画作品
『忍風戦隊ハリケンジャー シュシュッと THE MOVIE』
本作品の単独作品。
『特捜戦隊デカレンジャー THE MOVIE フルブラスト・アクション』
『特捜戦隊デカレンジャー』の単独作品。1シーンのみフラビージョとウェンディーヌが登場。
『ゴーカイジャー ゴセイジャー スーパー戦隊199ヒーロー大決戦』
『海賊戦隊ゴーカイジャー』と『天装戦隊ゴセイジャー』をメインとしたクロスオーバー作品。旋風神が登場。
『海賊戦隊ゴーカイジャー THE MOVIE 空飛ぶ幽霊船』
『海賊戦隊ゴーカイジャー』の単独作品。下忍マゲラッパが登場。
『機界戦隊ゼンカイジャー THE MOVIE 赤い戦い! オール戦隊大集会!!』
『機界戦隊ゼンカイジャー』の劇場作品。ハリケンレッドが登場。
『セイバー+ゼンカイジャー スーパーヒーロー戦記』
下忍マゲラッパが登場。

### オリジナルビデオ
『講談社スーパービデオ 忍風戦隊ハリケンジャー スーパー忍者とスーパー黒子』
テレビマガジン・たのしい幼稚園・おともだち三誌共同応募者全員サービスVHS。
構成・演出 - 中澤祥次郎
プロデュース - 日笠淳、塚田英明、宇都宮孝明、石井大輔
『忍風戦隊ハリケンジャーVSガオレンジャー』
本作品と『百獣戦隊ガオレンジャー』のクロスオーバー作品（スーパー戦隊Vシネマ作品）。
『爆竜戦隊アバレンジャーVSハリケンジャー』
本作品と『爆竜戦隊アバレンジャー』のクロスオーバー作品（スーパー戦隊Vシネマ作品）。
『轟轟戦隊ボウケンジャーVSスーパー戦隊』
『轟轟戦隊ボウケンジャー』をメインとしたクロスオーバー作品（スーパー戦隊Vシネマ作品）。七海 / ハリケンブルーとフラビージョが登場。
『忍風戦隊ハリケンジャー 10 YEARS AFTER』
本作品の単独Vシネマ作品。
『手裏剣戦隊ニンニンジャー アカニンジャーVSスターニンジャー百忍バトル!』
『手裏剣戦隊ニンニンジャー』のテレビマガジン付録DVD。下忍マゲラッパが登場したほか、スターニンジャーがシュリケンズバットを使用するシーンがある。
『帰ってきた手裏剣戦隊ニンニンジャー ニンニンガールズVSボーイズ FINAL WARS』
『手裏剣戦隊ニンニンジャー』のVシネマ作品。ハリケンブルーが登場。
『忍風戦隊ハリケンジャーでござる! シュシュッと20th Anniversary』
本作品の20周年記念作品。Vシネクスト。2023年6月期間限定上映、同年10月25日発売。

### ゲーム
『忍風戦隊ハリケンジャー』
前作『百獣戦隊ガオレンジャー』に引き続き、本作品でもプレイステーション専用ソフトがバンダイより2002年11月28日に発売されている。
戦闘員や怪人との戦い、ロボ戦があることは前作と同様だが、本作品では新たに戦いの前に指定されたキャラクターの中から好きな戦士を選び、操作することができるようになった。またある条件を満たすと特別編が追加され、ガオレンジャーのガオレッドやガオイカロスといったロボとハリケンジャーが協力して敵と戦うことが可能である。

### 小説版
いずれも著者は宮下隼一。
『天空忍者シュリケンジャー外伝「秘すれば、花…」』
『ファンタスティックコレクション 忍風戦隊ハリケンジャー・免許皆伝』（ISBN 978-4-257-03677-7）に掲載。
シュリケンジャーの過去を描く。
『小説 忍風戦隊ハリケンジャー』
講談社キャラクター文庫から2014年6月28日発売。ISBN 978-4-06-314870-1
『忍風戦隊ハリケンジャー 10 YEARS AFTER』からの直接的な続編となっている。

### ネット配信作品
『ヒーローママ☆リーグ』
2018年5月13日配信。野乃七海/ハリケンブルーが出演。
『忍風戦隊ハリケンジャーwithドンブラザーズ』
2022年12月25日に東映特撮ファンクラブで配信。ハリケンジャーの3人と黒子ロボが出演。

### コラボMV
- 2022年8月にYouTuberグループ・フィッシャーズが本作品放送20周年を記念したコラボレーション動画として「大漁戦団サカナンジャー」のMVが公開された[150]。

### CS放送・ネット配信
CS放送
- 東映チャンネル
  - 2013年5月 - 同年11月
  - 2015年9月 - 2016年3月（いずれも「スーパー戦隊ワールド」枠）

ネット配信
- 東映特撮 YouTube Official
  - 2012年12月31日 - 2013年6月23日
  - 2015年10月23日 - 2016年4月22日
  - 2020年4月12日 - 10月11日
  - 2024年6月7日 -